# Kanada a 2020. évi nyári olimpiai játékokon
Kanada a japán Tokióban megrendezett 2020. évi nyári olimpiai játékok egyik részt vevő nemzete volt. Az országot az olimpián 34 sportágban 378 sportoló képviselte, akik összesen 24 érmet szereztek.

## Érmesek
| Érem  | Versenyző | Sportág      | Versenyszám                  |
| ----- | --- | ------------ | ---------------------------- |
| Arany | Maggie Mac Neil | Úszás        | Női 100 m pillangó           |
| Arany | Maude Charron | Súlyemelés   | Női 64 kg                    |
| Arany | Susanne Grainger Kasia Gruchalla-Wesierski Madison Mailey Sydney Payne Andrea Proske Lisa Roman Christine Roper Avalon Wasteneys Kristen Kit | Evezés       | Női nyolcas                  |
| Arany | Andre De Grasse | Atlétika     | Férfi 200 m                  |
| Arany | Damian Warner | Atlétika     | Férfi tízpróba               |
| Arany | Női labdarúgó-válogatott | Labdarúgás   | Női                          |
| Arany | Kelsey Mitchell | Kerékpározás | Női egyéni sprint            |
| Ezüst | Kayla Sanchez Maggie Mac Neil Taylor Ruck Rebecca Smith Penny Oleksiak                                                                       | Úszás        | Női 4 × 100 m gyors          |
| Ezüst | Jennifer Abel Melissa Citrini-Beaulieu | Műugrás      | Női szinkron műugrás         |
| Ezüst | Kylie Masse | Úszás        | Női 100 m hát                |
| Ezüst | Kylie Masse | Úszás        | Női 200 m hát                |
| Ezüst | Laurence Vincent Lapointe | Kajak-kenu   | Női C-1 200 m                |
| Ezüst | Mohammed Ahmed | Atlétika     | Férfi 5000 m                 |
| Ezüst | Jerome Blake Aaron Brown Andre De Grasse Brendon Rodney                                                                                      | Atlétika     | Férfi 4 × 100 m              |
| Bronz | Jessica Klimkait | Cselgáncs    | Női könnyűsúly               |
| Bronz | Női softball-válogatott | Softball     | Női                          |
| Bronz | Catherine Beauchemin-Pinard | Cselgáncs    | Női váltósúly                |
| Bronz | Penny Oleksiak | Úszás        | Női 200 m gyors              |
| Bronz | Caileigh Filmer Hillary Janssens | Evezés       | Női kormányos nélküli kettes |
| Bronz | Kayla Sanchez Maggie Mac Neil Kylie Masse Sydney Pickrem Taylor Ruck Penny Oleksiak                                                          | Úszás        | Női 4 × 100 m vegyes         |
| Bronz | Andre De Grasse | Atlétika     | Férfi 100 m                  |
| Bronz | Lauriane Genest | Kerékpározás | Női keirin                   |
| Bronz | Evan Dunfee | Atlétika     | Férfi 50 km gyaloglás        |
| Bronz | Katie Vincent Laurence Vincent Lapointe | Kajak-kenu   | Női C-2 500 m                |

## Asztalitenisz
| Versenyző            | Versenyszám  | 64-es főtábla     | 48-as főtábla        | 32-es főtábla     | Nyolcaddöntő         | Negyeddöntő | Elődöntő | Döntő   | Helyezés |
| -------------------- | ------------ | ----------------- | -------------------- | ----------------- | -------------------- | ----------- | -------- | ------- | -------- |
| Jeremy Hazin         | Férfi egyes  | Tokič (SLO) · 0-4 | kiesett              | kiesett           | kiesett              | kiesett     | kiesett  | kiesett | kiesett  |
| Zhang Mo             | Női egyes    |                   | Noszkova (ROC) · 4-3 | Solja (GER) · 4-3 | Csen (CHN) · 1-4     | kiesett     | kiesett  | kiesett | kiesett  |
| Zhang Mo Eugene Wang | Vegyes páros |                   |                      |                   | Hszu/Liu (CHN) · 1-4 | kiesett     | kiesett  | kiesett | kiesett  |

## Birkózás
Férfi
| Versenyző    | Versenyszám        | Nyolcaddöntő        | Negyeddöntő | Elődöntő | Vigaszág elődöntő   | Bronz- mérkőzés | Döntő   | Helyezés |
| ------------ | ------------------ | ------------------- | ----------- | -------- | ------------------- | --------------- | ------- | -------- |
| Jordan Steen | 97 kg szabadfogás  | Snyder (USA) · 2-12 |             |          | Conyedo (ITA) · 2-4 | kiesett         | kiesett | kiesett  |
| Amar Dhesi   | 125 kg szabadfogás | Akgül (TUR) · 0-5   | kiesett     | kiesett  | kiesett             | kiesett         | kiesett | kiesett  |

Női
| Versenyző        | Versenyszám | Nyolcaddöntő         | Negyeddöntő | Elődöntő | Vigaszágelődöntő | Bronzmérkőzés | Döntő   | Helyezés |
| ---------------- | ----------- | -------------------- | ----------- | -------- | ---------------- | ------------- | ------- | -------- |
| Danielle Lappage | 68 kg       | Velijeva (ROC) · 0-7 | kiesett     | kiesett  | kiesett          | kiesett       | kiesett | kiesett  |
| Erica Wiebe      | 76 kg       | Mäe (EST) · 4-5      | kiesett     | kiesett  | kiesett          | kiesett       | kiesett | kiesett  |

## Cselgáncs
Férfi
| Versenyző              | Versenyszám  | 32-es főtábla            | Nyolcaddöntő           | Negyeddöntő                   | Elődöntő | Vigaszág elődöntő      | Bronz- mérkőzés           | Döntő   | Helyezés |
| ---------------------- | ------------ | ------------------------ | ---------------------- | ----------------------------- | -------- | ---------------------- | ------------------------- | ------- | -------- |
| Arthur Margelidon      | Könnyűsúly   | Hamad (KSA) · 01-00      | Smagulov (KAZ) · 10-01 | Shavdatuashvili (GEO) · 00-10 |          | Butbul (ISR) · 10-00   | Tsogtbaatar (MGL) · 00-10 | kiesett | 5        |
| Antoine Valois-Fortier | Váltósúly    | Danacídisz (GRE) · 10-00 | Hubecov (ROC) · 00-11  | kiesett                       | kiesett  | kiesett                | kiesett                   | kiesett | kiesett  |
| Shady El Nahas         | Félnehézsúly | Remarenco (UAE) · 10-00  | Kotsoiev (AZE) · 10-00 | Liparteliani (GEO) · 00-10    |          | Paltchik (ISR) · 10-00 | Fonseca (POR) · 00-01     | kiesett | 5        |

Női
| Versenyző                   | Versenyszám | 32-es főtábla           | Nyolcaddöntő            | Negyeddöntő             | Elődöntő                 | Vigaszágelődöntő | Bronz-mérkőzés        | Döntő   | Helyezés |
| --------------------------- | ----------- | ----------------------- | ----------------------- | ----------------------- | ------------------------ | ---------------- | --------------------- | ------- | -------- |
| Ecaterina Guica             | Harmatsúly  | Van Snick (BEL) · 00-11 | kiesett                 | kiesett                 | kiesett                  | kiesett          | kiesett               | kiesett | kiesett  |
| Jessica Klimkait            | Könnyűsúly  |                         | Ilieva (BUL) · 10-00    | Kowalczyk (POL) · 10-00 | Cysique (FRA) · 00-10    |                  | Kajzer (SLO) · 11-00  | kiesett | Bronz    |
| Catherine Beauchemin-Pinard | Váltósúly   | Olsen (DEN) · 10-00     | Krssakova (AUT) · 10-00 | Quadros (BRA) · 10-00   | Agbegnenou (FRA) · 00-01 |                  | Barrios (VEN) · 01-00 | kiesett | Bronz    |

## Evezés
Férfi
| Versenyző                                           | Versenyszám              | Előfutam | Előfutam | Vigaszág | Vigaszág | Negyeddöntő | Negyeddöntő | Elődöntő | Elődöntő | Elődöntő | Döntő | Döntő   | Döntő | Helyezés |
| Versenyző                                           | Versenyszám              | Idő      | Hely.    | Idő      | Hely.    | Idő         | Hely.       | Típus    | Idő      | Hely.    | Típus | Idő     | Hely. | Helyezés |
| --------------------------------------------------- | ------------------------ | -------- | -------- | -------- | -------- | ----------- | ----------- | -------- | -------- | -------- | ----- | ------- | ----- | -------- |
| Trevor Jones                                        | Egypár                   | 7:04.12  | 1        |          |          | 7:17.65     | 2           | A/B      | 7:06.18  | 6        | B     | 6:48.51 | 3     | 6        |
| Patrick Keane Maxwell Lattimer                      | Könnyűsúlyú kétpár       | 6:27.54  | 3        | 6:36.79  | 2        |             |             | A/B      | 6:18.29  | 5        | B     | 6:17.70 | 4     | 10       |
| Kai Langerfeld Conlin McCabe                        | Kormányos nélküli kettes | 6:40.99  | 3        |          |          |             |             | A/B      | 6:19.15  | 3        | A     | 6:20.43 | 4     | 4        |
| Jakub Buczek Luke Gadsdon Gavin Stone Will Crothers | Kormányos nélküli négyes | 6:05.47  | 5        | 6:15.86  | 4        |             |             |          |          |          | B     | 5:58.29 | 2     | 8        |

Női
| Versenyző | Versenyszám              | Előfutam | Előfutam | Vigaszág | Vigaszág | Negyeddöntő | Negyeddöntő | Elődöntő | Elődöntő | Elődöntő | Döntő | Döntő   | Döntő | Helyezés |
| Versenyző | Versenyszám              | Idő      | Hely.    | Idő      | Hely.    | Idő         | Hely.       | Típus    | Idő      | Hely.    | Típus | Idő     | Hely. | Helyezés |
| --- | ------------------------ | -------- | -------- | -------- | -------- | ----------- | ----------- | -------- | -------- | -------- | ----- | ------- | ----- | -------- |
| Carling Zeeman | Egypár                   | 7:40.72  | 2        |          |          | 7:57.58     | 2           | A/B      | 7:38.28  | 5        | B     | 7:29.59 | 2     | 8        |
| Jessica Sevick Gabrielle Smith | Kétpár                   | 6:57.69  | 2        |          |          |             |             | A/B      | 7:09.44  | 2        | A     | 6:53.19 | 6     | 6        |
| Jill Moffatt Jennifer Casson | Könnyűsúlyú kétpár       | 7:11.30  | 2        | A/B      | 7:00.82  | 6           | B           | 6:59.72  | 6        | 12       |       |         |       |          |
| Caileigh Filmer Hillary Janssens | Kormányos nélküli kettes | 7:18.34  | 1        | A/B      | 6:49.46  | 3           | A           | 6:52.10  | 3        | Bronz    |       |         |       |          |
| Stephanie Grauer Nicole Hare Jennifer Martins Kristina Walker                                                                                | Kormányos nélküli négyes | 6:40.07  | 3        | 6:51.71  | 4        |             |             |          |          |          | B     | 6:35.13 | 4     | 10       |
| Susanne Grainger Kasia Gruchalla-Wesierski Madison Mailey Sydney Payne Andrea Proske Lisa Roman Christine Roper Avalon Wasteneys Kristen Kit | Nyolcas                  | 6:07.97  | 2        | 5:53.73  | 2        | A           | 5:59.13     | 1        | Arany    |          |       |         |       |          |

## Golf
| Versenyző        | Versenyszám | 1. forduló | 2. forduló | 3. forduló | 4. forduló | Összesen | Összesen |
| Versenyző        | Versenyszám | Pont       | Pont       | Pont       | Pont       | Pontszám | Helyezés |
| ---------------- | ----------- | ---------- | ---------- | ---------- | ---------- | -------- | -------- |
| Corey Conners    | Férfi       | 69         | 71         | 66         | 65         | 271      | 13       |
| Mackenzie Hughes | Férfi       | 69         | 72         | 65         | 75         | 281      | 50       |
| Brooke Henderson | Női         | 74         | 68         | 71         | 67         | 280      | 29       |
| Alena Sharp      | Női         | 74         | 71         | 69         | 75         | 289      | 49       |

## Gördeszkázás
| Versenyző     | Versenyszám        | Selejtező | Selejtező | Döntő   | Döntő   | Helyezés |
| Versenyző     | Versenyszám        | Pont      | Hely.     | Pont    | Hely.   | Helyezés |
| ------------- | ------------------ | --------- | --------- | ------- | ------- | -------- |
| Andy Anderson | Férfi egyéni park  | 60.78     | 16        | kiesett | kiesett | kiesett  |
| Matt Berger   | Férfi egyéni utcai | 4.02      | 20        | kiesett | kiesett | kiesett  |
| Micky Papa    | Férfi egyéni utcai | 30.39     | 10        | kiesett | kiesett | kiesett  |
| Annie Guglia  | Női egyéni utcai   | 3.35      | 19        | kiesett | kiesett | kiesett  |

## Gyeplabda

### Férfi
| Kanadai férfi gyeplabdacsapat-játékoskeret | Kanadai férfi gyeplabdacsapat-játékoskeret                                                                                               |
| --- | --- |
| - Brenden Bissett - Fin Boothroyd - Taylor Curran - Brendan Guraliuk - Gabriel Ho-Garcia - Gordon Johnston - Antoni Kindler - James Kirkpatrick - Sukhi Panesar | - Mark Pearson - Keegan Pereira - Matthew Sarmento - Oliver Scholfield - John Smythe - Scott Tupper (C) - Floris van Son - Jamie Wallace |

#### Eredmények
Csoportkör
B csoport
| Hely. | Csapat                        | M | Gy | D | V | G+ | G– | Gk  | P  | Továbbjutás |
| ----- | ----------------------------- | - | -- | - | - | -- | -- | --- | -- | ----------- |
| 1.    | Belgium (BEL)                 | 5 | 4  | 1 | 0 | 26 | 9  | +17 | 13 | Negyeddöntő |
| 2.    | Németország (GER)             | 5 | 3  | 0 | 2 | 19 | 10 | +9  | 9  | Negyeddöntő |
| 3.    | Nagy-Britannia (GBR)          | 5 | 2  | 2 | 1 | 11 | 11 | 0   | 8  | Negyeddöntő |
| 4.    | Hollandia (NED)               | 5 | 2  | 1 | 2 | 13 | 13 | 0   | 7  | Negyeddöntő |
| 5.    | Dél-afrikai Köztársaság (RSA) | 5 | 1  | 1 | 3 | 16 | 24 | −8  | 4  |             |
| 6.    | Kanada (CAN)                  | 5 | 0  | 1 | 4 | 9  | 27 | −18 | 1  |             |

| 2021. július 24. 19:00 (12:00) | Kanada (CAN) | 1–7         | Németország (GER)                                                               | Játékvezetők: Peter Wright (RSA) Francisco Vázquez (ESP) |
| 2021. július 24. 19:00 (12:00) | Pereira 16'  | Jegyzőkönyv | Windfeder 11', 28' · Rühr 22', 25' · Häner 44' · Bosserhoff 59' · Grambusch 60' | Játékvezetők: Peter Wright (RSA) Francisco Vázquez (ESP) |

| 2021. július 26. 11:45 (04:45) | Nagy-Britannia (GBR)       | 3–1         | Kanada (CAN) | Játékvezetők: Lim Hong Zhen (SGP) Marcin Grochal (POL) |
| 2021. július 26. 11:45 (04:45) | Ansell 33', 57' · Ward 41' | Jegyzőkönyv | van Son 51'  | Játékvezetők: Lim Hong Zhen (SGP) Marcin Grochal (POL) |

| 2021. július 27. 20:45 (13:45) | Hollandia (NED)                                    | 4–2         | Kanada (CAN)              | Játékvezetők: Javed Shaikh (IND) David Tomlinson (NZL) |
| 2021. július 27. 20:45 (13:45) | Bakker 1' · Brinkman 4' · de Mol 50' · Pruyser 60' | Jegyzőkönyv | Wallace 10' · Pearson 53' | Játékvezetők: Javed Shaikh (IND) David Tomlinson (NZL) |

| 2021. július 29. 10:00 (03:00) | Belgium (BEL)                                                                                                | 9–1         | Kanada (CAN) | Játékvezetők: Simon Taylor (NZL) Peter Wright (RSA) |
| 2021. július 29. 10:00 (03:00) | Hendrickx 12', 40' · Dockier 29', 32' · Denayer 39' · Gougnard 43' · Charlier 45' · Boon 51' · Van Aubel 55' | Jegyzőkönyv | Pearson 15'  | Játékvezetők: Simon Taylor (NZL) Peter Wright (RSA) |

| 2021. július 30. 12:15 (05:15) | Kanada (CAN)                                              | 4–4         | Dél-afrikai Köztársaság (RSA)                        | Játékvezetők: Germán Montes de Oca (ARG) Raghu Prasad (IND) |
| 2021. július 30. 12:15 (05:15) | Pearson 11' · Pereira 17' · Boothroyd 42' · Ho-Garcia 59' | Jegyzőkönyv | Ntuli 2' · Spooner 9' · Guise-Brown 34' · Mvimbi 58' | Játékvezetők: Germán Montes de Oca (ARG) Raghu Prasad (IND) |

| Csapat       | Helyezés |
| ------------ | -------- |
| Kanada (CAN) | 12.      |

## Íjászat
Férfi
| Versenyző      | Versenyszám | Selejtező | Selejtező | 64-es főtábla               | 32-es főtábla                 | Nyolcaddöntő                    | Negyeddöntő       | Elődöntő          | Döntő             | Helyezés |
| Versenyző      | Versenyszám | Pont      | Kiemelés  | Ellenfél Eredmény           | Ellenfél Eredmény             | Ellenfél Eredmény               | Ellenfél Eredmény | Ellenfél Eredmény | Ellenfél Eredmény | Helyezés |
| -------------- | ----------- | --------- | --------- | --------------------------- | ----------------------------- | ------------------------------- | ----------------- | ----------------- | ----------------- | -------- |
| Crispin Duenas | Egyéni      | 665       | 16.       | Dan Olaru (MDA) (49.) · 6–0 | Ruman Shana (BAN) (17.) · 6–4 | Florian Unruh (GER) (33.) · 2–6 | kiesett           | kiesett           | kiesett           | 9.       |

Női
| Versenyző         | Versenyszám | Selejtező | Selejtező | 64-es főtábla                    | 32-es főtábla     | Nyolcaddöntő      | Negyeddöntő       | Elődöntő          | Döntő             | Helyezés |
| Versenyző         | Versenyszám | Pont      | Kiemelés  | Ellenfél Eredmény                | Ellenfél Eredmény | Ellenfél Eredmény | Ellenfél Eredmény | Ellenfél Eredmény | Ellenfél Eredmény | Helyezés |
| ----------------- | ----------- | --------- | --------- | -------------------------------- | ----------------- | ----------------- | ----------------- | ----------------- | ----------------- | -------- |
| Stephanie Barrett | Egyéni      | 630       | 46.       | Yasemin Anagöz (TUR) (19.) · 2–6 | kiesett           | kiesett           | kiesett           | kiesett           | kiesett           | 33.      |

Vegyes csapat
| Versenyző                        | Versenyszám | Selejtező | Selejtező | Nyolcaddöntő      | Negyeddöntő       | Elődöntő          | Döntő             | Helyezés |
| Versenyző                        | Versenyszám | Pont      | Kiemelés  | Ellenfél Eredmény | Ellenfél Eredmény | Ellenfél Eredmény | Ellenfél Eredmény | Helyezés |
| -------------------------------- | ----------- | --------- | --------- | ----------------- | ----------------- | ----------------- | ----------------- | -------- |
| Stephanie Barrett Crispin Duenas | Vegyes      | 1295      | 17.       | kiesett           | kiesett           | kiesett           | kiesett           | 17.      |

## Kajak-kenu

### Gyorsasági
Férfi
| Versenyző                                                       | Versenyszám | Előfutam | Előfutam | Negyeddöntő | Negyeddöntő | Elődöntő | Elődöntő | Döntő   | Döntő    | Döntő    | Helyezés |
| Versenyző                                                       | Versenyszám | Idő      | Hely.    | Idő         | Hely.       | Idő      | Hely.    | Típus   | Idő      | Helyezés | Helyezés |
| --------------------------------------------------------------- | ----------- | -------- | -------- | ----------- | ----------- | -------- | -------- | ------- | -------- | -------- | -------- |
| Connor Fitzpatrick                                              | C-1 1000 m  | 4:05.577 | 3        | 4:09.622    | 2           | 4:12.609 | 9        | B       | 4:06.043 | 6        | 14       |
| Roland Varga                                                    | C-1 1000 m  | 4:49.250 | 5        | 4:28.174    | 6           | kiesett  | kiesett  | kiesett | kiesett  | kiesett  | kiesett  |
| Connor Fitzpatrick Roland Varga                                 | C-2 1000 m  | 3:49.263 | 5        | 3:50.768    | 3           | 3:27.145 | 3        | A       | 3:30.157 | 6        | 6        |
| Mark de Jonge                                                   | K-1 200 m   | 36.110   | 4        | 35.462      | 3           | kiesett  | kiesett  | kiesett | kiesett  | kiesett  | kiesett  |
| Nicholas Matveev                                                | K-1 200 m   | 36.190   | 4        | 35.181      | 2           | 36.584   | 7        | B       | 36.625   | 6        | 14       |
| Simon McTavish                                                  | K-1 1000 m  | 3:43.512 | 5        | 3:52.467    | 4           | kiesett  | kiesett  | kiesett | kiesett  | kiesett  | kiesett  |
| Vincent Jourdenais Brian Malfesi                                | K-2 1000 m  | 3:22.068 | 6        | 3:15.736    | 4           |          |          | B       | 3:25.181 | 6        | 14       |
| Mark de Jonge Nicholas Matveev Simon McTavish Pierre-Luc Poulin | K-4 500 m   | 1:26.824 | 3        | 1:24.979    | 5           | 1:25.581 | 5        | kiesett | kiesett  | kiesett  | kiesett  |

Női
| Versenyző                                                                 | Versenyszám | Előfutam | Előfutam | Negyeddöntő | Negyeddöntő | Elődöntő | Elődöntő | Döntő   | Döntő    | Döntő    | Helyezés |
| Versenyző                                                                 | Versenyszám | Idő      | Hely.    | Idő         | Hely.       | Idő      | Hely.    | Típus   | Idő      | Helyezés | Helyezés |
| ------------------------------------------------------------------------- | ----------- | -------- | -------- | ----------- | ----------- | -------- | -------- | ------- | -------- | -------- | -------- |
| Laurence Vincent Lapointe                                                 | C-1 200 m   | 45.408   | 1        |             |             | 47.294   | 3        | A       | 46.786   | 2        | Ezüst    |
| Katie Vincent                                                             | C-1 200 m   | 46.391   | 1        | 47.604      | 3           | A        | 47.834   | 8       | 8        |          |          |
| Katie Vincent Laurence Vincent Lapointe                                   | C-2 500 m   | 2:02.170 | 3        | 2:02.259    | 1           | 2:04.316 | 2        | A       | 1:59.041 | 3        | Bronz    |
| Andréanne Langlois                                                        | K-1 200 m   | 41.525   | 5        | 41.728      | 1           | 39.952   | 3        | A       | 40.473   | 9        | 9        |
| Michelle Russell                                                          | K-1 200 m   | 42.236   | 5        | 42.940      | 2           | 40.224   | 7        | B       | 40.527   | 4        | 13       |
| Michelle Russell                                                          | K-1 500 m   | 1:51.081 | 4        | 1:51.375    | 3           | 1:55.549 | 7        | kiesett | kiesett  | kiesett  | kiesett  |
| Alanna Bray-Lougheed Madeline Schmidt                                     | K-2 500 m   | 1:49.776 | 5        | 1:51.862    | 5           | kiesett  | kiesett  | kiesett | kiesett  | kiesett  | kiesett  |
| Alanna Bray-Lougheed Andréanne Langlois Michelle Russell Madeline Schmidt | K-4 500 m   | 1:38.971 | 4 QF     | 1:38.537    | 8           |          |          | B       | 1:39.946 | 3        | 11       |

### Szlalom
| Versenyző       | Versenyszám | Selejtező | Selejtező | Selejtező | Selejtező | Selejtező     | Selejtező     | Elődöntő | Elődöntő | Döntő   | Döntő    |
| Versenyző       | Versenyszám | 1. futam  | 1. futam  | 2. futam  | 2. futam  | Jobb eredmény | Jobb eredmény | Elődöntő | Elődöntő | Döntő   | Döntő    |
| Versenyző       | Versenyszám | Pont      | Hely.     | Pont      | Hely.     | Pont          | Hely.         | Pont     | Hely.    | Pont    | Helyezés |
| --------------- | ----------- | --------- | --------- | --------- | --------- | ------------- | ------------- | -------- | -------- | ------- | -------- |
| Cameron Smedley | Férfi C-1   | 161.07    | 16        | 108.12    | 15        | 108.12        | 16            | kiesett  | kiesett  | kiesett | kiesett  |
| Michael Tayler  | Férfi K-1   | 117.98    | 20        | 106.04    | 24        | 106.04        | 24            | kiesett  | kiesett  | kiesett | kiesett  |
| Haley Daniels   | Női C-1     | 152.98    | 20        | 191.00    | 21        | 152.98        | 22            | kiesett  | kiesett  | kiesett | kiesett  |
| Florence Maheu  | Női K-1     | 114.29    | 5         | 135.35    | 24        | 114.29        | 18            | 152.37   | 23       | kiesett | kiesett  |

## Karate
Férfi
| Versenyző        | Versenyszám | Csoportkör | Csoportkör | Elődöntő          | Döntő             | Helyezés |
| Versenyző        | Versenyszám | Ellenfél Eredmény | Hely.      | Ellenfél Eredmény | Ellenfél Eredmény | Helyezés |
| ---------------- | ----------- | --- | ---------- | ----------------- | ----------------- | -------- |
| Daniel Gaysinsky | +75 kg      | B csoport · Brian Irr (USA) · 0–0 · Ivan Kvesić (CRO) · 4–1 · Tareg Hamedi (KSA) · 3–10 · Sajjad Ganjzadeh (IRI) · 1–2 | 4.         | kiesett           | kiesett           | 7.       |

## Kerékpározás

### BMX
Pálya
| Versenyző       | Versenyszám | Negyeddöntő | Negyeddöntő | Elődöntő | Elődöntő | Döntő   | Döntő    | Helyezés |
| Versenyző       | Versenyszám | Pont        | Helyezés    | Pont     | Helyezés | Idő     | Helyezés | Helyezés |
| --------------- | ----------- | ----------- | ----------- | -------- | -------- | ------- | -------- | -------- |
| James Palmer    | Férfi       | 16          | 6.          | kiesett  | kiesett  | kiesett | kiesett  | 21.      |
| Drew Mechielsen | Női         | 13          | 4.          | 14       | 4.       | 46,883  | 8.       | 8.       |

### Hegyi-kerékpározás
| Versenyző         | Versenyszám        | Idő        | Helyezés |
| ----------------- | ------------------ | ---------- | -------- |
| Peter Disera      | Férfi terepverseny | 1:31:45    | 26.      |
| Catharine Pendrel | Női terepverseny   | 1:23:47    | 18.      |
| Haley Smith       | Női terepverseny   | lekörözték | 29.      |

### Országúti kerékpározás
Férfi
| Versenyző        | Versenyszám   | Idő                 | Helyezés |
| ---------------- | ------------- | ------------------- | -------- |
| Guillaume Boivin | Mezőnyverseny | 6:21:46 (+16:20)    | 65.      |
| Michael Woods    | Mezőnyverseny | 6:06:33 (+1:07)     | 5.       |
| Hugo Houle       | Mezőnyverseny | 6:25:16 (+19:50)    | 85.      |
| Hugo Houle       | Időfutam      | 57:56,46 (+2:52,27) | 13.      |

Női
| Versenyző        | Versenyszám   | Idő                 | Helyezés |
| ---------------- | ------------- | ------------------- | -------- |
| Alison Jackson   | Mezőnyverseny | 3:59:47 (+7:02)     | 32.      |
| Karol-Ann Canuel | Mezőnyverseny | 3:55:05 (+2:20)     | 16.      |
| Karol-Ann Canuel | Időfutam      | 33:07,97 (+2:54,48) | 14.      |
| Leah Kirchmann   | Időfutam      | 33:01,64 (+2:48,15) | 12.      |
| Leah Kirchmann   | Mezőnyverseny | 3:59:47 (+7:02)     | 36.      |

### Pálya-kerékpározás
Sprintversenyek
| Versenyző       | Versenyszám  | Selejtező | Selejtező | 1. forduló                      | Vigaszág                                            | Vigaszág | 2. forduló                          | Vigaszág                         | Nyolcaddöntő                   | Vigaszág                                                  | Vigaszág | Negyeddöntő                            | 5–8. helyért                                                                   | 5–8. helyért | Elődöntő                                  | Döntő                                   | Helyezés |
| Versenyző       | Versenyszám  | Idő       | Hely.     | Ellenfél Győztes idő            | Ellenfelek Győztes idő                              | Hely.    | Ellenfél Győztes idő                | Ellenfél Győztes idő             | Ellenfél Győztes idő           | Ellenfelek Győztes idő                                    | Hely.    | Ellenfél Győztes idő                   | Ellenfelek Győztes idő                                                         | Hely.        | Ellenfél Győztes idő                      | Ellenfél Győztes idő                    | Helyezés |
| --------------- | ------------ | --------- | --------- | ------------------------------- | --------------------------------------------------- | -------- | ----------------------------------- | -------------------------------- | ------------------------------ | --------------------------------------------------------- | -------- | -------------------------------------- | ------------------------------------------------------------------------------ | ------------ | ----------------------------------------- | --------------------------------------- | -------- |
| Hugo Barrette   | Férfi egyéni | 9,596     | 15.       | Sébastien Vigier (FRA) · 10,182 | Muhammad Sahrom (MAS) · Mateusz Rudyk (POL) · 9,667 | 2.       | kiesett                             | kiesett                          | kiesett                        | kiesett                                                   | kiesett  | kiesett                                | kiesett                                                                        | kiesett      | kiesett                                   | kiesett                                 | 19.      |
| Nick Wammes     | Férfi egyéni | 9,587     | 14.       | Stefan Bötticher (GER) · 10,228 |                                                     |          | Gyenyisz Dmitrijev (ROC) · 10,127   | Azizulhasni Awang (MAS) · 10,131 | kiesett                        | kiesett                                                   | kiesett  | kiesett                                | kiesett                                                                        | kiesett      | kiesett                                   | kiesett                                 | 14.      |
| Lauriane Genest | Női egyéni   | 10,460    | 5.        | Madalyn Godby (USA) · 11,102    |                                                     |          | Anasztaszija Vojnova (ROC) · 11,251 |                                  | Katy Marchant (GBR) · 10,935   | Mathilde Gros (FRA) · Anasztaszija Vojnova (ROC) · 10,968 | 1.       | Kelsey Mitchell (CAN) · 11,068; 11,055 | Lea Friedrich (GER) · Katy Marchant (GBR) · Shanne Braspennincx (NED) · 10,817 | 4.           |                                           |                                         | 8.       |
| Kelsey Mitchell | Női egyéni   | 10,346    | 2.        | Ljubov Sulika (UKR) · 11,105    |                                                     |          | Kaarle McCulloch (AUS) · 11,198     |                                  | Ellesse Andrews (NZL) · 10,883 |                                                           |          | Lauriane Genest (CAN) · 11,068; 11,055 |                                                                                |              | Emma Hinze (GER) · 10,926; 10,998; 10,728 | Olena Sztarikova (UKR) · 10,906; 10,995 |          |

Üldözőversenyek
| Versenyző                                                                                 | Versenyszám  | Selejtező | Selejtező | Elődöntő                                                                                         | Elődöntő  | Elődöntő | Döntő | Döntő     | Döntő    |
| Versenyző                                                                                 | Versenyszám  | Idő       | Hely.     | Ellenfél Idő                                                                                     | Saját idő | Hely.    | Ellenfél Idő | Saját idő | Helyezés |
| ----------------------------------------------------------------------------------------- | ------------ | --------- | --------- | ------------------------------------------------------------------------------------------------ | --------- | -------- | --- | --------- | -------- |
| Vincent De Haître Michael Foley Derek Gee Jay Lamoureux                                   | Férfi csapat | 3:50,455  | 6.        | Németország (GER) · Felix Groß · Theo Reinhardt · Leon Rohde · Domenic Weinstein · 3:48,861      | 3:46,769  | 5.       | 5. helyért · Németország (GER) · Felix Groß · Roger Kluge · Leon Rohde · Domenic Weinstein · 3:50,023            | 3:46,323  | 5.       |
| Allison Beveridge Ariane Bonhomme Annie Foreman-Mackey Georgia Simmerling Jasmin Glaesser | Női csapat   | 4:15,832  | 8.        | Franciaország (FRA) · Marion Borras · Coralie Demay · Valentine Fortin · Marie Le Net · 4:11,888 | 4:09,249  | 4.       | Bronzmérkőzés · Egyesült Államok (USA) · Chloé Dygert · Megan Jastrab · Jennifer Valente · Emma White · 4:08,840 | 4:10,552  | 4.       |

Keirin
| Versenyző       | Versenyszám | 1. forduló    | Vigaszág | Negyeddöntő | Elődöntő | 7–12. helyért | Döntő    | Helyezés |
| Versenyző       | Versenyszám | Helyezés      | Helyezés | Helyezés    | Helyezés | Helyezés      | Helyezés | Helyezés |
| --------------- | ----------- | ------------- | -------- | ----------- | -------- | ------------- | -------- | -------- |
| Hugo Barrette   | Férfi       | nem ért célba | 4.       | kiesett     | kiesett  | kiesett       | kiesett  | 23.      |
| Nick Wammes     | Férfi       | 5.            | 5.       | kiesett     | kiesett  | kiesett       | kiesett  | 27.      |
| Lauriane Genest | Női         | 1.            | erőnyerő | 4.          | 3.       |               | 3.       |          |
| Kelsey Mitchell | Női         | 1.            | erőnyerő | 1.          | 2.       |               | 5.       | 5.       |

Omnium
| Versenyző         | Versenyszám | 7,5 km-es scratch | 7,5 km-es scratch | 7,5 km-es tempóverseny | 7,5 km-es tempóverseny | Kieséses verseny | Kieséses verseny | 20 km-es pontverseny | 20 km-es pontverseny | Összesítés | Összesítés |
| Versenyző         | Versenyszám | Pont              | Hely.             | Pont                   | Hely.                  | Pont             | Hely.            | Pont                 | Hely.                | Pont       | Helyezés   |
| ----------------- | ----------- | ----------------- | ----------------- | ---------------------- | ---------------------- | ---------------- | ---------------- | -------------------- | -------------------- | ---------- | ---------- |
| Allison Beveridge | Női         | 28                | 7.                | 20                     | 11.                    | 28               | 7.               | 2                    | 13.                  | 78         | 9.         |

Madison
| Versenyző               | Versenyszám | Döntő | Döntő         | Helyezés    |
| Versenyző               | Versenyszám | Pont  | Hely.         | Helyezés    |
| ----------------------- | ----------- | ----- | ------------- | ----------- |
| Michael Foley Derek Gee | Férfi       | −20   | nem ért célba | helyezetlen |

## Kosárlabda

### Női
| Kanadai női kosárlabdacsapat-játékoskeret                                                              | Kanadai női kosárlabdacsapat-játékoskeret                                                                   |
| --- | --- |
| - Natalie Achonwa - Kayla Alexander - Laeticia Amihere - Miranda Ayim - Bridget Carleton - Shay Colley | - Aaliyah Edwards - Nirra Fields - Kia Nurse - Shaina Pellington - Nayo Raincock-Ekunwe - Kim Smith-Gaucher |

#### Eredmények
Csoportkör
A csoport
| Hely. | Csapat              | M | Gy | V | P+  | P–  | Pk  | P | Továbbjutás |
| ----- | ------------------- | - | -- | - | --- | --- | --- | - | ----------- |
| 1.    | Spanyolország (ESP) | 3 | 3  | 0 | 234 | 205 | +29 | 6 | Negyeddöntő |
| 2.    | Szerbia (SRB)       | 3 | 2  | 1 | 207 | 214 | −7  | 5 | Negyeddöntő |
| 3.    | Kanada (CAN)        | 3 | 1  | 2 | 208 | 201 | +7  | 4 |             |
| 4.    | Dél-Korea (KOR)     | 3 | 0  | 3 | 183 | 212 | −29 | 3 |             |

| 2021. július 26. 17:20 (10:20) | Szerbia (SRB)                           | 72–68     | Kanada (CAN) | Saitama Super Arena, Szaitama Játékvezetők: Amy Bonner (USA), Leandro Lezcano (ARG), Maj Forsberg (DEN) |
| 2021. július 26. 17:20 (10:20) | (16–13, 20–15, 9–17, 27–23) Jegyzőkönyv |           |              | Saitama Super Arena, Szaitama Játékvezetők: Amy Bonner (USA), Leandro Lezcano (ARG), Maj Forsberg (DEN) |
| 2021. július 26. 17:20 (10:20) | Vasić 16                                | Pont      | Fields 19    | Saitama Super Arena, Szaitama Játékvezetők: Amy Bonner (USA), Leandro Lezcano (ARG), Maj Forsberg (DEN) |
| 2021. július 26. 17:20 (10:20) | Dabović 6                               | Lepattanó | Nurse 6      | Saitama Super Arena, Szaitama Játékvezetők: Amy Bonner (USA), Leandro Lezcano (ARG), Maj Forsberg (DEN) |
| 2021. július 26. 17:20 (10:20) | Crvendakić, Dabović 5                   | Gólpassz  | Achonwa 5    | Saitama Super Arena, Szaitama Játékvezetők: Amy Bonner (USA), Leandro Lezcano (ARG), Maj Forsberg (DEN) |

| 2021. július 29. 10:00 (3:00) | Kanada (CAN)                             | 74–53     | Dél-Korea (KOR)            | Saitama Super Arena, Szaitama Játékvezetők: Amy Bonner (USA), James Boyer (AUS), Gizella Györgyi (NOR) |
| 2021. július 29. 10:00 (3:00) | (16–15, 17–13, 16–11, 25–14) Jegyzőkönyv |           |                            | Saitama Super Arena, Szaitama Játékvezetők: Amy Bonner (USA), James Boyer (AUS), Gizella Györgyi (NOR) |
| 2021. július 29. 10:00 (3:00) | Carleton 18                              | Pont      | Pak Csiszu (Park Ji-su) 15 | Saitama Super Arena, Szaitama Játékvezetők: Amy Bonner (USA), James Boyer (AUS), Gizella Györgyi (NOR) |
| 2021. július 29. 10:00 (3:00) | Achonwa 10                               | Lepattanó | Pak Csiszu (Park Ji-su) 11 | Saitama Super Arena, Szaitama Játékvezetők: Amy Bonner (USA), James Boyer (AUS), Gizella Györgyi (NOR) |
| 2021. július 29. 10:00 (3:00) | Achonwa 5                                | Gólpassz  | három játékos 3            | Saitama Super Arena, Szaitama Játékvezetők: Amy Bonner (USA), James Boyer (AUS), Gizella Györgyi (NOR) |

| 2021. augusztus 1. 10:00 (3:00) | Kanada (CAN)                             | 66–76     | Spanyolország (ESP) | Saitama Super Arena, Szaitama Játékvezetők: Yu Jung (TPE), Leandro Lezcano (ARG), Yevgeniy Mikheyev (KAZ) |
| 2021. augusztus 1. 10:00 (3:00) | (13–23, 21–17, 13–20, 19–16) Jegyzőkönyv |           |                     | Saitama Super Arena, Szaitama Játékvezetők: Yu Jung (TPE), Leandro Lezcano (ARG), Yevgeniy Mikheyev (KAZ) |
| 2021. augusztus 1. 10:00 (3:00) | Nurse 14                                 | Pont      | Ndour 20            | Saitama Super Arena, Szaitama Játékvezetők: Yu Jung (TPE), Leandro Lezcano (ARG), Yevgeniy Mikheyev (KAZ) |
| 2021. augusztus 1. 10:00 (3:00) | four players 6                           | Lepattanó | Ndour 11            | Saitama Super Arena, Szaitama Játékvezetők: Yu Jung (TPE), Leandro Lezcano (ARG), Yevgeniy Mikheyev (KAZ) |
| 2021. augusztus 1. 10:00 (3:00) | Carleton 4                               | Gólpassz  | Ouviña 7            | Saitama Super Arena, Szaitama Játékvezetők: Yu Jung (TPE), Leandro Lezcano (ARG), Yevgeniy Mikheyev (KAZ) |

| Csapat       | Helyezés |
| ------------ | -------- |
| Kanada (CAN) | 9.       |

## Labdarúgás

### Női
| Kanadai női labdarúgócsapat-játékoskeret | Kanadai női labdarúgócsapat-játékoskeret |
| --- | --- |
| - Janine Beckie - Kadeisha Buchanan - Gabrielle Carle - Allysha Chapman - Jessie Fleming - Vanessa Gilles - Julia Grosso - Jordyn Huitema - Stephanie Labbé - Ashley Lawrence - Adriana Leon | - Nichelle Prince - Rebecca Quinn - Jayde Riviere - Deanne Rose - Sophie Schmidt - Desiree Scott - Kailen Sheridan - Christine Sinclair (c) - Évelyne Viens - Shelina Zadorsky |

#### Eredmények
Csoportkör
E csoport
| Hely. | Csapat               | M | Gy | D | V | G+ | G– | Gk | P | Továbbjutás |
| ----- | -------------------- | - | -- | - | - | -- | -- | -- | - | ----------- |
| 1.    | Nagy-Britannia (GBR) | 3 | 2  | 1 | 0 | 4  | 1  | +3 | 7 | Negyeddöntő |
| 2.    | Kanada (CAN)         | 3 | 1  | 2 | 0 | 4  | 3  | +1 | 5 | Negyeddöntő |
| 3.    | Japán (JPN) (H)      | 3 | 1  | 1 | 1 | 2  | 2  | 0  | 4 | Negyeddöntő |
| 4.    | Chile (CHI)          | 3 | 0  | 0 | 3 | 1  | 5  | −4 | 0 |             |

| 2021. július 21. 19:30 (12:30) |

| Japán (JPN)  | 1–1               | Kanada (CAN) |
| ------------ | ----------------- | ------------ |
| Ivabucsi 84' | (0–1) Jegyzőkönyv | Sinclair 6'  |

| Sapporo Dome, Szapporo Nézőszám: 0 Játékvezető: Edina Alves Batista (brazil) |

| 2021. július 24. 16:30 (9:30) |

| Chile (CHI)          | 1–2               | Kanada (CAN)   |
| -------------------- | ----------------- | -------------- |
| Araya 57' (11-esből) | (0–1) Jegyzőkönyv | Beckie 39' 47' |

| Sapporo Dome, Szapporo Nézőszám: 0 Játékvezető: Esther Staubli (svájci) |

| 2021. július 27. 20:00 (13:00) |

| Kanada (CAN) | 1–1               | Nagy-Britannia (GBR) |
| ------------ | ----------------- | -------------------- |
| Leon 55'     | (0–0) Jegyzőkönyv | Prince 85' (öngól)   |

| Kasima Stadion, Kasima Nézőszám: 0 Játékvezető: Katerina Monzul (ukrán) |

Negyeddöntő
| 2021. július 30. 17:00 (10:00) |

| Kanada (CAN)                          | 0–0 (h. u.) | Brazília (BRA)                        |
| ------------------------------------- | ----------- | ------------------------------------- |
|                                       | Jegyzőkönyv |                                       |
| Büntetőpárbaj                         |             |                                       |
| Sinclair Fleming Lawrence Leon Gilles | 4–3         | Marta Debinha Érika Andressa Rafaelle |

| Mijagi Stadion, Rifu Nézőszám: 3403 Játékvezető: Stéphanie Frappart (francia) |

Elődöntő
| 2021. augusztus 2. 17:00 (10:00) |

| Egyesült Államok (USA) | 0–1               | Kanada (CAN)           |
| ---------------------- | ----------------- | ---------------------- |
|                        | (0–0) Jegyzőkönyv | Fleming 75' (11-esből) |

| Kasima Stadion, Kasima Nézőszám: 0 Játékvezető: Katerina Monzul (ukrán) |

Döntő
| 2021. augusztus 6. 21:00 (14:00) |

| Svédország (SWE)                               | 1–1 (h. u.)                 | Kanada (CAN)                             |
| ---------------------------------------------- | --------------------------- | ---------------------------------------- |
| Blackstenius 34'                               | (1–0, 1–1, 1–1) Jegyzőkönyv | Fleming 68' (11-esből)                   |
| Büntetőpárbaj                                  |                             |                                          |
| Asllani Björn Schough Anvegård Seger Andersson | 2–3                         | Fleming Lawrence Gilles Leon Rose Grosso |

| Nissan Stadion, Jokohama Nézőszám: 0 Játékvezető: Anasztaszija Pusztovojtova (orosz) |

| Csapat       | Helyezés |
| ------------ | -------- |
| Kanada (CAN) |          |

## Lovaglás
Díjlovaglás
| Versenyző                                                  | Ló        | Versenyszám | 1. kör | 1. kör | 2. kör  | 3. kör  | Végeredmény | Végeredmény |
| Versenyző                                                  | Ló        | Versenyszám | Pont   | Hely.  | Pont    | Pont    | Pont        | Helyezés    |
| ---------------------------------------------------------- | --------- | ----------- | ------ | ------ | ------- | ------- | ----------- | ----------- |
| Brittany Fraser-Beaulieu                                   | All In    | Egyéni      | 71.677 | 19     | 72.607  | 80.200  | 76.404      | 18          |
| Lindsay Kellock                                            | Sebastien | Egyéni      | 65.404 | 50     | kiesett | kiesett | kiesett     | kiesett     |
| Chris von Martels                                          | Eclips    | Egyéni      | 68.059 | 39     | kiesett | kiesett | kiesett     | kiesett     |
| Brittany Fraser-Beaulieu Lindsay Kellock Chris von Martels |           | Csapat      | 6605.5 | 11     | kiesett | kiesett | kiesett     | kiesett     |

Díjugratás
| Versenyző         | Ló          | Versenyszám | Selejtező | Selejtező | Döntő | Döntő | Döntő | Végeredmény |
| Versenyző         | Ló          | Versenyszám | Bünt.     | Hely.     | Bünt. | Idő   | Hely. | Helyezés    |
| ----------------- | ----------- | ----------- | --------- | --------- | ----- | ----- | ----- | ----------- |
| Mario Deslauriers | Bardolina 2 | Egyéni      | 0         | 1         | 13    | 88.51 | 22    | 22.         |

Lovastusa
| Versenyző       | Ló                    | Versenyszám | Díjlovaglás  | Díjlovaglás  | Tereplovaglás | Tereplovaglás | Tereplovaglás | Díjugratás   | Díjugratás   | Díjugratás   | Díjugratás   | Végeredmény  | Végeredmény  |
| Versenyző       | Ló                    | Versenyszám | Díjlovaglás  | Díjlovaglás  | Tereplovaglás | Tereplovaglás | Tereplovaglás | Selejtező    | Selejtező    | Selejtező    | Döntő        | Végeredmény  | Végeredmény  |
| Versenyző       | Ló                    | Versenyszám | Bünt.        | Hely.        | Bünt.         | Bünt. össz.   | Hely.         | Bünt.        | Bünt. össz.  | Hely.        | Bünt.        | Bünt.        | Helyezés     |
| --------------- | --------------------- | ----------- | ------------ | ------------ | ------------- | ------------- | ------------- | ------------ | ------------ | ------------ | ------------ | ------------ | ------------ |
| Colleen Loach   | Qorry Blue D'Argouges | Egyéni      | 35.60        | 30           | 7.20          | 42.80         | 26            | 8.00         | 50.80        | 28           | kiesett      | kiesett      | kiesett      |
| Jessica Phoenix | Pavarotti             | Egyéni      | visszalépett | visszalépett | visszalépett  | visszalépett  | visszalépett  | visszalépett | visszalépett | visszalépett | visszalépett | visszalépett | visszalépett |

## Műugrás
Férfi
| Versenyző                              | Versenyszám          | Selejtező | Selejtező | Elődöntő | Elődöntő | Döntő   | Döntő    |
| Versenyző                              | Versenyszám          | Pont      | Helyezés  | Pont     | Helyezés | Pont    | Helyezés |
| -------------------------------------- | -------------------- | --------- | --------- | -------- | -------- | ------- | -------- |
| Cédric Fofana                          | Egyéni műugrás       | 225.35    | 29        | kiesett  | kiesett  | kiesett | kiesett  |
| Rylan Wiens                            | Egyéni toronyugrás   | 366.70    | 19        | kiesett  | kiesett  | kiesett | kiesett  |
| Nathan Zsombor-Murray                  | Egyéni toronyugrás   | 443.85    | 5         | 397.85   | 13       | kiesett | kiesett  |
| Nathan Zsombor-Murray Vincent Riendeau | Szinkron toronyugrás |           |           |          |          | 405.00  | 5        |

Női
| Versenyző                              | Versenyszám          | Selejtező | Selejtező | Elődöntő | Elődöntő | Döntő   | Döntő    |
| Versenyző                              | Versenyszám          | Pont      | Helyezés  | Pont     | Helyezés | Pont    | Helyezés |
| -------------------------------------- | -------------------- | --------- | --------- | -------- | -------- | ------- | -------- |
| Jennifer Abel                          | Egyéni műugrás       | 332.40    | 3         | 341.40   | 3        | 297.45  | 8        |
| Pamela Ware                            | Egyéni műugrás       | 330.10    | 4         | 245.10   | 18       | kiesett | kiesett  |
| Meaghan Benfeito                       | Egyéni toronyugrás   | 331.85    | 5         | 296.40   | 13       | kiesett | kiesett  |
| Celina Toth                            | Egyéni toronyugrás   | 261.40    | 23        | kiesett  | kiesett  | kiesett | kiesett  |
| Jennifer Abel Melissa Citrini-Beaulieu | Szinkron műugrás     |           |           |          |          | 300.78  | Ezüst    |
| Meaghan Benfeito Caeli McKay           | Szinkron toronyugrás | 299.16    | 4         |          |          |         |          |

## Ökölvívás
| Versenyző         | Versenyszám     | Selejtező               | Nyolcaddöntő        | Negyeddöntő       | Elődöntő | Döntő   | Helyezés |
| ----------------- | --------------- | ----------------------- | ------------------- | ----------------- | -------- | ------- | -------- |
| Wyatt Sanford     | Férfi váltósúly | Clair (MRI) · 0-5       | kiesett             | kiesett           | kiesett  | kiesett | kiesett  |
| Mandy Bujold      | Női légsúly     | Radovanović (SRB) · 0-5 | kiesett             | kiesett           | kiesett  | kiesett | kiesett  |
| Caroline Veyre    | Női pehelysúly  |                         | Ćaćić (CRO) · 5-0   | Testa (ITA) · 0-5 | kiesett  | kiesett | kiesett  |
| Myriam Da Silva   | Női váltósúly   | Moronta (DOM) · 0-5     | kiesett             | kiesett           | kiesett  | kiesett |          |
| Tammara Thibeault | Női középsúly   | Rjabec (KAZ) · 4-1      | Fontijn (NED) · 0-5 | kiesett           | kiesett  | kiesett |          |

## Rögbi
Férfi
Játékoskeret
| Kanadai férfi rögbi-játékoskeret                                                                             | Kanadai férfi rögbi-játékoskeret                                                      |
| --- | ------------------------------------------------------------------------------------- |
| - Phil Berna - Connor Braid - Andrew Coe - Justin Douglas - Mike Fuailefau - Lucas Hammond - Nathan Hirayama | - Harry Jones - Patrick Kay - Matt Mullins - Theo Sauder - Jake Thiel - Conor Trainor |

Eredmények
Csoportkör
B csoport
| Csapat                | M | Gy | D | V | P+ | P– | Pk  | P |
| --------------------- | - | -- | - | - | -- | -- | --- | - |
| Fidzsi-szigetek (FIJ) | 3 | 3  | 0 | 0 | 85 | 40 | +45 | 9 |
| Nagy-Britannia (GBR)  | 3 | 2  | 0 | 1 | 65 | 33 | +32 | 7 |
| Kanada (CAN)          | 3 | 1  | 0 | 2 | 50 | 64 | –14 | 5 |
| Japán (JPN)           | 3 | 0  | 0 | 3 | 31 | 94 | –63 | 3 |

| 2021. július 26. 9:30 (2:30) |       | Nagy-Britannia (GBR) | 24–0 | Kanada (CAN) |  | Ajinomoto Stadion, Tokió |
| 2021. július 26. 9:30 (2:30) | (7–0) |                      |      |              |  | Ajinomoto Stadion, Tokió |

| 2021. július 26. 17:00 (10:00) |        | Fidzsi-szigetek (FIJ) | 28–14 | Kanada (CAN) |  | Ajinomoto Stadion, Tokió |
| 2021. július 26. 17:00 (10:00) | (14–7) |                       |       |              |  | Ajinomoto Stadion, Tokió |

| 2021. július 27. 9:00 (2:00) |        | Kanada (CAN) | 36–12 | Japán (JPN) |  | Ajinomoto Stadion, Tokió |
| 2021. július 27. 9:00 (2:00) | (19–0) |              |       |             |  | Ajinomoto Stadion, Tokió |

Negyeddöntő
| 2021. július 27. 17:30 (10:30) |        | Új-Zéland (NZL) | 21–10 | Kanada (CAN) |  | Ajinomoto Stadion, Tokió |
| 2021. július 27. 17:30 (10:30) | (21–0) |                 |       |              |  | Ajinomoto Stadion, Tokió |

5-8. helyért
| 2021. július 28. 10:00 (3:00) |       | Kanada (CAN) | 14–21 | Egyesült Államok (USA) |  | Ajinomoto Stadion, Tokió |
| 2021. július 28. 10:00 (3:00) | (7–7) |              |       |                        |  | Ajinomoto Stadion, Tokió |

7. helyért
| 2021. július 28. 16:30 (9:30) |        | Kanada (CAN) | 7–26 | Ausztrália (AUS) |  | Ajinomoto Stadion, Tokió |
| 2021. július 28. 16:30 (9:30) | (7–12) |              |      |                  |  | Ajinomoto Stadion, Tokió |

Női
Játékoskeret
| Kanadai női rögbi-játékoskeret                                                                                          | Kanadai női rögbi-játékoskeret                                                                       |
| --- | --- |
| - Elissa Alarie - Olivia Apps - Britt Benn - Pamphinette Buisa - Bianca Farella - Julia Greenshields - Ghislaine Landry | - Kaili Lukan - Kayla Moleschi - Breanne Nicholas - Karen Paquin - Keyara Wardley - Charity Williams |

Eredmények
Csoportkör
B csoport
| Csapat                | M | Gy | D | V | P+ | P–  | Pk   | P |
| --------------------- | - | -- | - | - | -- | --- | ---- | - |
| Franciaország (FRA)   | 3 | 3  | 0 | 0 | 83 | 10  | +73  | 9 |
| Fidzsi-szigetek (FIJ) | 3 | 2  | 0 | 1 | 72 | 29  | +43  | 7 |
| Kanada (CAN)          | 3 | 1  | 0 | 2 | 45 | 57  | –12  | 5 |
| Brazília (BRA)        | 3 | 0  | 0 | 3 | 10 | 114 | –104 | 3 |

| 2021. július 29. 9:30 (2:30) |       | Kanada (CAN) | 33–0 | Brazília (BRA) |  | Ajinomoto Stadion, Tokió |
| 2021. július 29. 9:30 (2:30) | (7–0) |              |      |                |  | Ajinomoto Stadion, Tokió |

| 2021. július 29. 16:30 (9:30) |        | Kanada (CAN) | 12–26 | Fidzsi-szigetek (FIJ) |  | Ajinomoto Stadion, Tokió |
| 2021. július 29. 16:30 (9:30) | (0–21) |              |       |                       |  | Ajinomoto Stadion, Tokió |

| 2021. július 30. 9:30 (2:30) |        | Kanada (CAN) | 0–31 | Franciaország (FRA) |  | Ajinomoto Stadion, Tokió |
| 2021. július 30. 9:30 (2:30) | (0–19) |              |      |                     |  | Ajinomoto Stadion, Tokió |

9-12. helyért
| 2021. július 30. 16:30 (9:30) |        | Kanada (CAN) | 45–0 | Brazília (BRA) |  | Ajinomoto Stadion, Tokió |
| 2021. július 30. 16:30 (9:30) | (17–0) |              |      |                |  | Ajinomoto Stadion, Tokió |

9. helyért
| 2021. július 31. 9:30 (2:30) |        | Kanada (CAN) | 24–10 | Kenya (KEN) |  | Ajinomoto Stadion, Tokió |
| 2021. július 31. 9:30 (2:30) | (12–5) |              |       |             |  | Ajinomoto Stadion, Tokió |

## Röplabda

### Férfi
| Kanadai férfi röplabdacsapat-játékoskeret                                                          | Kanadai férfi röplabdacsapat-játékoskeret                                                              |
| -------------------------------------------------------------------------------------------------- | --- |
| - Blair Bann - Jay Blankenau - Nicholas Hoag - Stephen Maar - Steven Marshall - John Gordon Perrin | - TJ Sanders - Ryan Sclater - Arthur Szwarc - Lucas Van Berkel - Sharone Vernon-Evans - Graham Vigrass |

#### Eredmények
Csoportkör
A csoport
| Hely. | Csapat              | M | Gy | V | Pont | Sz+ | Sz– | SzA   | P+  | P–  | PA    | Továbbjutás |
| ----- | ------------------- | - | -- | - | ---- | --- | --- | ----- | --- | --- | ----- | ----------- |
| 1.    | Lengyelország (POL) | 5 | 4  | 1 | 13   | 14  | 4   | 3,500 | 435 | 365 | 1,192 | Negyeddöntő |
| 2.    | Olaszország (ITA)   | 5 | 4  | 1 | 11   | 12  | 7   | 1,714 | 447 | 411 | 1,088 | Negyeddöntő |
| 3.    | Japán (JPN) (R)     | 5 | 3  | 2 | 7    | 10  | 9   | 1,111 | 437 | 433 | 1,009 | Negyeddöntő |
| 4.    | Kanada (CAN)        | 5 | 2  | 3 | 7    | 9   | 9   | 1,000 | 396 | 387 | 1,023 | Negyeddöntő |
| 5.    | Irán (IRI)          | 5 | 2  | 3 | 6    | 9   | 11  | 0,818 | 453 | 460 | 0,985 |             |
| 6.    | Venezuela (VEN)     | 5 | 0  | 5 | 0    | 1   | 15  | 0,067 | 281 | 393 | 0,715 |             |

| 2021. július 24. 9:00 (2:00) | Olaszország (ITA)                               | 3–2 | Kanada (CAN) | Ariake Arena, Tokió Játékvezető: Evgeny Makshanov (RUS), Liu Jiang (CHN) |
| 2021. július 24. 9:00 (2:00) | (26–28, 18–25, 25–21, 25–18, 15–11) Jegyzőkönyv |     |              | Ariake Arena, Tokió Játékvezető: Evgeny Makshanov (RUS), Liu Jiang (CHN) |

| 2021. július 26. 19:40 (12:40) | Japán (JPN)                              | 3–1 | Kanada (CAN) | Ariake Arena, Tokió Játékvezető: Daniele Rapisarda (ITA), Patricia Rolf (USA) |
| 2021. július 26. 19:40 (12:40) | (23–25, 25–23, 25–23, 25–20) Jegyzőkönyv |     |              | Ariake Arena, Tokió Játékvezető: Daniele Rapisarda (ITA), Patricia Rolf (USA) |

| 2021. július 28. 9:00 (2:00) | Kanada (CAN)                      | 3–0 | Irán (IRI) | Ariake Arena, Tokió Játékvezető: Luis Macias (MEX), Paulo Turci (BRA) |
| 2021. július 28. 9:00 (2:00) | (25–16, 25–20, 25–22) Jegyzőkönyv |     |            | Ariake Arena, Tokió Játékvezető: Luis Macias (MEX), Paulo Turci (BRA) |

| 2021. július 30. 9:00 (2:00) | Kanada (CAN)                      | 3–0 | Venezuela (VEN) | Ariake Arena, Tokió Játékvezető: Patricia Rolf (USA), Susana Rodríguez (ESP) |
| 2021. július 30. 9:00 (2:00) | (25–13, 25–22, 25–12) Jegyzőkönyv |     |                 | Ariake Arena, Tokió Játékvezető: Patricia Rolf (USA), Susana Rodríguez (ESP) |

| 2021. augusztus 1. 9:00 (2:00) | Lengyelország (POL)               | 3–0 | Kanada (CAN) | Ariake Arena, Tokió Játékvezető: Paulo Turci (BRA), Hamid Al-Rousi (UAE) |
| 2021. augusztus 1. 9:00 (2:00) | (25–15, 25–21, 25–16) Jegyzőkönyv |     |              | Ariake Arena, Tokió Játékvezető: Paulo Turci (BRA), Hamid Al-Rousi (UAE) |

Negyeddöntő
| 2021. augusztus 3. 9:00 (2:00) | Kanada (CAN)                      | 0–3 | Az Orosz Olimpiai Bizottság versenyzői (ROC) | Ariake Arena, Tokió Játékvezető: Hernán Casamiquela (ARG), Shin Muranaka (JPN) |
| 2021. augusztus 3. 9:00 (2:00) | (21–25, 28–30, 22–25) Jegyzőkönyv |     |                                              | Ariake Arena, Tokió Játékvezető: Hernán Casamiquela (ARG), Shin Muranaka (JPN) |

| Csapat       | Helyezés |
| ------------ | -------- |
| Kanada (CAN) | 8.       |

### Strandröplabda

#### Női
| Versenyző                          | Csoportkör | Csoportkör | 16 közé jutásért  | Nyolcaddöntő                                                               | Negyeddöntő                                                                         | Elődöntő          | Döntő             | Helyezés |
| Versenyző                          | Ellenfél Eredmény | Hely.      | Ellenfél Eredmény | Ellenfél Eredmény                                                          | Ellenfél Eredmény                                                                   | Ellenfél Eredmény | Ellenfél Eredmény | Helyezés |
| ---------------------------------- | --- | ---------- | ----------------- | -------------------------------------------------------------------------- | ----------------------------------------------------------------------------------- | ----------------- | ----------------- | -------- |
| Heather Bansley Brandie Wilkerson  | C csoport · Kína (CHN) · Wang Fan · Xia Xinyi · 21–18, 15–21, 11–15 · Argentína (ARG) · Ana Gallay · Fernanda Pereyra · 22–20, 21–12 · Brazília (BRA) · Ágatha Bednarczuk · Eduarda Santos Lisboa · 18–21, 18–21 | 3.         |                   | Egyesült Államok (USA) · Kelly Cheng · Sarah Sponcil · 22–24, 21–18, 15–13 | Lettország (LAT) · Tīna Graudiņa · Anastasija Kravčenoka · 13–21, 21–18, 11–15      | kiesett           | kiesett           | 5.       |
| Melissa Humana-Paredes Sarah Pavan | A csoport · Hollandia (NED) · Raïsa Schoon · Katja Stam · 21–16, 21–14 · Németország (GER) · Karla Borger · Julia Sude · 21–17, 21–14 · Svájc (SUI) · Joana Heidrich · Anouk Vergé-Dépré · 21–13, 24–22          | 1.         |                   | Spanyolország (ESP) · Elsa Baquerizo · Liliana Fernández · 21–13, 21–13    | Ausztrália (AUS) · Mariafe Artacho del Solar · Taliqua Clancy · 15–21, 21–19, 12–15 | kiesett           | kiesett           | 5.       |

## Softball
| Kanadai női softballcsapat-játékoskeret                                                                                            | Kanadai női softballcsapat-játékoskeret                                                                                      |
| --- | --- |
| - Danielle Lawrie - Sara Groenewegen - Jenna Caira - Lauren Regula - Natalie Wideman - Kaleigh Rafter - Kelsey Harshman - Joey Lye | - Jennifer Salling - Janet Leung - Emma Entzminger - Erika Polidori - Victoria Hayward - Jennifer Gilbert - Larissa Franklin |

Eredmények
Csoportkör
| Hely. | Csapat                 | M | Gy | V | F+ | F– | Fk  |
| ----- | ---------------------- | - | -- | - | -- | -- | --- |
| 1.    | Egyesült Államok (USA) | 5 | 5  | 0 | 9  | 2  | +7  |
| 2.    | Japán (JPN)            | 5 | 4  | 1 | 18 | 5  | +13 |
| 3.    | Kanada (CAN)           | 5 | 3  | 2 | 19 | 4  | +15 |
| 4.    | Mexikó (MEX)           | 5 | 2  | 3 | 11 | 10 | +1  |
| 5.    | Ausztrália (AUS)       | 5 | 1  | 4 | 5  | 21 | −16 |
| 6.    | Olaszország (ITA)      | 5 | 0  | 5 | 1  | 21 | −20 |

| Csapat       | 1 | 2 | 3 | 4 | 5 | 6 | 7 | F | T | H |
| ------------ | - | - | - | - | - | - | - | - | - | - |
| Mexikó (MEX) | 0 | 0 | 0 | 0 | 0 | 0 | 0 | 0 | 2 | 0 |
| Kanada (CAN) | 2 | 0 | 1 | 1 | 0 | 0 | X | 4 | 9 | 0 |

| Csapat                 | 1 | 2 | 3 | 4 | 5 | 6 | 7 | F | T | H |
| ---------------------- | - | - | - | - | - | - | - | - | - | - |
| Egyesült Államok (USA) | 0 | 0 | 0 | 0 | 1 | 0 | 0 | 1 | 7 | 1 |
| Kanada (CAN)           | 0 | 0 | 0 | 0 | 0 | 0 | 0 | 0 | 1 | 1 |

| Csapat           | 1 | 2 | 3 | 4 | 5 | 6 | 7 | F | T | H |
| ---------------- | - | - | - | - | - | - | - | - | - | - |
| Ausztrália (AUS) | 1 | 0 | 0 | 0 | 0 | 0 | 0 | 1 | 6 | 2 |
| Kanada (CAN)     | 3 | 3 | 0 | 1 | 0 | 0 | X | 7 | 8 | 0 |

| Csapat       | 1 | 2 | 3 | 4 | 5 | 6 | 7 | 8 | F | T | H |
| ------------ | - | - | - | - | - | - | - | - | - | - | - |
| Kanada (CAN) | 0 | 0 | 0 | 0 | 0 | 0 | 0 | 0 | 0 | 4 | 1 |
| Japán (JPN)  | 0 | 0 | 0 | 0 | 0 | 0 | 0 | 1 | 1 | 6 | 0 |

| Csapat            | 1 | 2 | 3 | 4 | 5 | 6 | 7 | F | T | H |
| ----------------- | - | - | - | - | - | - | - | - | - | - |
| Kanada (CAN)      | 0 | 1 | 1 | 0 | 3 | 3 | X | 8 | 7 | 1 |
| Olaszország (ITA) | 0 | 0 | 1 | 0 | 0 | 0 | X | 1 | 4 | 2 |

Bronzmérkőzés
| Csapat       | 1 | 2 | 3 | 4 | 5 | 6 | 7 | F | T | H |
| ------------ | - | - | - | - | - | - | - | - | - | - |
| Mexikó (MEX) | 0 | 0 | 1 | 0 | 1 | 0 | 0 | 2 | 7 | 1 |
| Kanada (CAN) | 0 | 2 | 0 | 0 | 1 | 0 | X | 3 | 6 | 0 |

## Sportlövészet
Női
| Versenyző    | Versenyszám   | Selejtező | Selejtező | Döntő   | Döntő    |
| Versenyző    | Versenyszám   | Pont      | Helyezés  | Pont    | Helyezés |
| ------------ | ------------- | --------- | --------- | ------- | -------- |
| Lynda Kiejko | Légpisztoly   | 558       | 47.       | kiesett | kiesett  |
| Lynda Kiejko | Sportpisztoly | 564       | 42.       | kiesett | kiesett  |

## Sportmászás
| Versenyző   | Versenyszám | Selejtező            | Selejtező            | Selejtező            | Selejtező         | Selejtező         | Selejtező      | Selejtező      | Selejtező      | Selejtező      | Selejtező      | Selejtező      | Selejtező        | Selejtező        | Selejtező        | Selejtező        | Selejtező        | Összesítés | Összesítés |
| Versenyző   | Versenyszám | Gyorsasági mászás    | Gyorsasági mászás    | Gyorsasági mászás    | Gyorsasági mászás | Gyorsasági mászás | Boulder mászás | Boulder mászás | Boulder mászás | Boulder mászás | Boulder mászás | Boulder mászás | Boulder mászás   | Nehézségi mászás | Nehézségi mászás | Nehézségi mászás | Nehézségi mászás | Összesítés | Összesítés |
| Versenyző   | Versenyszám | A                    | B                    | Jobb idő             | Pont              | Hely.             | 1              | 2              | 3              | 4              | Összesítés     | Pont           | Hely.            | Elért zóna       | idő              | Pont             | Hely.            | Pont       | Hely.      |
| ----------- | ----------- | -------------------- | -------------------- | -------------------- | ----------------- | ----------------- | -------------- | -------------- | -------------- | -------------- | -------------- | -------------- | ---------------- | ---------------- | ---------------- | ---------------- | ---------------- | ---------- | ---------- |
| Sean McColl | Férfi       | 9,18                 | 6,93                 | 6,93                 | 14                | 14.               | z2             | -              | z1             | -              | 0T2z 0 3       | 13             | 13.              | 35+              | -                | 8                | 8.               | 1680       | 17.        |
| Alannah Yip | Női         | 8,17                 | 7,99                 | 7,99                 | 6                 | 6.                | z1             | -              | z1             | -              | 0T2z 0 2       | 16             | 16.              | 21+              | 2,14             | 12               | 12.              | 1152       | 14.        |
| Versenyző   | Versenyszám | Döntő                | Döntő                | Döntő                | Döntő             | Döntő             | Döntő          | Döntő          | Döntő          | Döntő          | Döntő          | Döntő          | Döntő            | Döntő            | Döntő            | Döntő            | Döntő            | Döntő      | Helyezés   |
| Versenyző   | Versenyszám | Gyorsasági mászás    | Gyorsasági mászás    | Gyorsasági mászás    | Gyorsasági mászás | Gyorsasági mászás | Boulder mászás | Boulder mászás | Boulder mászás | Boulder mászás | Boulder mászás | Boulder mászás | Nehézségi mászás | Nehézségi mászás | Nehézségi mászás | Nehézségi mászás | Összesítés       | Összesítés | Helyezés   |
| Versenyző   | Versenyszám | Negyeddöntő          | Elődöntő             | Döntő                | Pont              | Hely.             | 1              | 2              | 3              | Összesítés     | Pont           | Hely.          | Elért zóna       | idő              | Pont             | Hely.            | Pont             | Hely.      | Helyezés   |
| Versenyző   | Versenyszám | Ellenfél Győztes idő | Ellenfél Győztes idő | Ellenfél Győztes idő | Pont              | Hely.             | 1              | 2              | 3              | Összesítés     | Pont           | Hely.          | Elért zóna       | idő              | Pont             | Hely.            | Pont             | Hely.      | Helyezés   |
| Sean McColl | Férfi       | kiesett              | kiesett              | kiesett              | kiesett           | kiesett           | kiesett        | kiesett        | kiesett        | kiesett        | kiesett        | kiesett        | kiesett          | kiesett          | kiesett          | kiesett          | kiesett          | kiesett    | 17.        |
| Alannah Yip | Női         | kiesett              | kiesett              | kiesett              | kiesett           | kiesett           | kiesett        | kiesett        | kiesett        | kiesett        | kiesett        | kiesett        | kiesett          | kiesett          | kiesett          | kiesett          | kiesett          | kiesett    | 14.        |

## Súlyemelés
Férfi
| Versenyző     | Versenyszám | Szakítás | Szakítás | Lökés    | Lökés    | Összesen | Helyezés |
| Versenyző     | Versenyszám | Eredmény | Helyezés | Eredmény | Helyezés | Összesen | Helyezés |
| ------------- | ----------- | -------- | -------- | -------- | -------- | -------- | -------- |
| Boady Santavy | 96 kg       | 178      | 1.       | 208      | 4.       | 386      | 4.       |

Női
| Versenyző              | Versenyszám | Szakítás | Szakítás | Lökés    | Lökés    | Összesen | Helyezés |
| Versenyző              | Versenyszám | Eredmény | Helyezés | Eredmény | Helyezés | Összesen | Helyezés |
| ---------------------- | ----------- | -------- | -------- | -------- | -------- | -------- | -------- |
| Rachel Leblanc-Bazinet | 55 kg       | 82       | 11.      | 99       | 12.      | 181      | 12.      |
| Tali Darsigny          | 59 kg       | 90       | 9.       | 109      | 9.       | 199      | 9.       |
| Maude Charron          | 64 kg       | 105      | 1.       | 131      | 1.       | 236      |          |
| Kristel Ngarlem        | 76 kg       | 95       | 10.      | 123      | 9.       | 218      | 8.       |

## Szinkronúszás
| Sportoló | Versenyszám | Technikai program | Technikai program | Szabadprogram (selejtező) | Szabadprogram (selejtező)     | Szabadprogram (selejtező) | Szabadprogram (döntő) | Szabadprogram (döntő)         | Szabadprogram (döntő) |
| Sportoló | Versenyszám | Pont              | Helyezés          | Pont                      | Összesen (technikai + szabad) | Helyezés                  | Pont                  | Összesen (technikai + szabad) | Helyezés              |
| --- | ----------- | ----------------- | ----------------- | ------------------------- | ----------------------------- | ------------------------- | --------------------- | ----------------------------- | --------------------- |
| Claudia Holzner Jacqueline Simoneau                                                                                                   | Páros       | 91.2333           | 5                 | 91.4798                   | 182.7131                      | 5                         | 93.0000               | 184.4798                      | 5                     |
| Emily Armstrong Rosalie Boissonneault Andrée-Anne Côté Camille Fiola-Dion Claudia Holzner Audrey Joly Halle Pratt Jacqueline Simoneau | Csapat      |                   |                   | 91.4992                   |                               | 5                         | 92.5333               | 184.0325                      | 6                     |

## Taekwondo
Női
| Versenyző   | Versenyszám | Selejtező         | Nyolcaddöntő                      | Negyeddöntő                              | Elődöntő          | Vigaszág első kör | Vigaszág elődöntő | Bronz- mérkőzés   | Döntő             | Helyezés |
| Versenyző   | Versenyszám | Ellenfél Eredmény | Ellenfél Eredmény                 | Ellenfél Eredmény                        | Ellenfél Eredmény | Ellenfél Eredmény | Ellenfél Eredmény | Ellenfél Eredmény | Ellenfél Eredmény | Helyezés |
| ----------- | ----------- | ----------------- | --------------------------------- | ---------------------------------------- | ----------------- | ----------------- | ----------------- | ----------------- | ----------------- | -------- |
| Yvette Yong | Légsúly     | erőnyerő          | Trương Thị Kim Tuyền (VIE) · 5–19 | kiesett                                  | kiesett           |                   |                   |                   |                   | 11.      |
| Skylar Park | Pehelysúly  | erőnyerő          | Stacey Hymer (AUS) · 25-15        | Lo Csia-ling (Lo Chia-ling) (TPE) · 7-18 | kiesett           |                   |                   |                   |                   | 9.       |

## Tenisz
| Versenyző                                | Versenyszám  | 64-es főtábla                    | 32-es főtábla                   | Nyolcaddöntő                     | Negyeddöntő | Elődöntő | Bronz- mérkőzés | Döntő   | Helyezés |
| ---------------------------------------- | ------------ | -------------------------------- | ------------------------------- | -------------------------------- | ----------- | -------- | --------------- | ------- | -------- |
| Félix Auger-Aliassime                    | Férfi egyes  | Purcell (AUS) · 4-6;6-7          | kiesett                         | kiesett                          | kiesett     | kiesett  | kiesett         | kiesett | kiesett  |
| Leylah Fernandez                         | Női egyes    | Jasztremszka (UKR) · 6-3;3-6;6-0 | Krejčíková (CZE) · 2-6;4-6      | kiesett                          | kiesett     | kiesett  | kiesett         | kiesett | kiesett  |
| Gabriela Dabrowski Sharon Fichman        | Női páros    |                                  | Pigossi/Stefani (BRA) · 6-7;4-6 | kiesett                          | kiesett     | kiesett  | kiesett         | kiesett | kiesett  |
| Gabriela Dabrowski Félix Auger-Aliassime | Vegyes páros |                                  |                                 | Szákari/Cicipász (GRE) · 3-6;4-6 | kiesett     | kiesett  | kiesett         | kiesett | kiesett  |

## Tollaslabda
Férfi
| Versenyző                | Versenyszám | Csoportkör                                                                                       | Hely | Nyolcaddöntő | Negyeddöntő | Elődöntő | Bronz- mérkőzés | Döntő   | Helyezés |
| ------------------------ | ----------- | ------------------------------------------------------------------------------------------------ | ---- | ------------ | ----------- | -------- | --------------- | ------- | -------- |
| Brian Yang               | Egyes       | Burestedt (SWE) · 12-21;17-21 · Csou (TPE) · 18-21;21-16;20-22                                   | 3    | kiesett      | kiesett     | kiesett  | kiesett         | kiesett | kiesett  |
| Jason Ho-Shue Nyl Yakura | Páros       | Ahsan/Setiawan (INA) · 12-21;11-21 · Csoj/Szeo (KOR) · 14-21;8-21 · Chia/Soh (MAS) · 15-21;13-21 | 4    | kiesett      | kiesett     | kiesett  | kiesett         | kiesett | kiesett  |

Női
| Versenyző                     | Versenyszám | Csoportkör | Hely | Nyolcaddöntő              | Negyeddöntő | Elődöntő | Bronz-mérkőzés | Döntő   | Helyezés |
| ----------------------------- | ----------- | --- | ---- | ------------------------- | ----------- | -------- | -------------- | ------- | -------- |
| Michelle Li                   | Egyes       | Sotomayor (GUA) · 21-8;21-9 · Repiská (SVK) · 21-18;21-16                                                          | 1    | Okuhara (JPN) · 9-21;7-21 | kiesett     | kiesett  | kiesett        | kiesett | kiesett  |
| Rachel Honderich Kristen Tsai | Páros       | Piek/Seinen (NED) · 21-16;14-21;15-21 · Macumoto/Nagahara (JPN) · 21-14;19-21;18-21 · Hany/Hosny (EGY) · 21-5;21-6 | 3    | kiesett                   | kiesett     | kiesett  | kiesett        | kiesett | kiesett  |

Vegyes
| Versenyző                       | Versenyszám | Csoportkör | Hely | Nyolcaddöntő | Negyeddöntő | Elődöntő | Bronz-mérkőzés | Döntő   | Helyezés |
| ------------------------------- | ----------- | --- | ---- | ------------ | ----------- | -------- | -------------- | ------- | -------- |
| Josephine Wu Joshua Hurlburt-Yu | Páros       | Puavaranukroh/Taerattanachai (THA) · 13-21;6-21 · Ellis/Smith (GBR) · 13-21;19-21 · Delrue/Gicquel (FRA) · 12-21;13-21 | 4    | kiesett      | kiesett     | kiesett  | kiesett        | kiesett | kiesett  |

## Torna
Férfi
| Versenyző      | Versenyszám      | Selejtező | Selejtező | Döntő    | Döntő    |
| Versenyző      | Versenyszám      | Pontszám  | Helyezés  | Pontszám | Helyezés |
| -------------- | ---------------- | --------- | --------- | -------- | -------- |
| René Cournoyer | Egyéni összetett | 77.697    | 55        | kiesett  | kiesett  |

Női
| Versenyző                                            | Versenyszám      | Selejtező | Selejtező | Döntő        | Döntő        |
| Versenyző                                            | Versenyszám      | Pontszám  | Helyezés  | Pontszám     | Helyezés     |
| ---------------------------------------------------- | ---------------- | --------- | --------- | ------------ | ------------ |
| Ellie Black                                          | Gerenda          | 14.100    | 6         | 13.866       | 4            |
| Ellie Black                                          | Egyéni összetett | 53.699    | 24        | visszalépett | visszalépett |
| Brooklyn Moors                                       | Egyéni összetett | 53.966    | 22        | 53.299       | 16           |
| Ava Stewart                                          | Egyéni összetett | 50.433    | 58        | kiesett      | kiesett      |
| Shallon Olsen                                        | Egyéni összetett | 51.965    | 46        | kiesett      | kiesett      |
| Shallon Olsen                                        | Ugrás            | 14.966    | 6         | 14.550       | 7            |
| Shallon Olsen Ava Stewart Brooklyn Moors Ellie Black | Csapat összetett | 160.964   | 10        | kiesett      | kiesett      |

### Trambulin
| Versenyző       | Versenyszám | Selejtező | Selejtező | Döntő    | Döntő    |
| Versenyző       | Versenyszám | Pontszám  | Helyezés  | Pontszám | Helyezés |
| --------------- | ----------- | --------- | --------- | -------- | -------- |
| Rosie MacLennan | Női         | 104.435   | 4         | 55.460   | 4        |
| Samantha Smith  | Női         | 59.545    | 14        | kiesett  | kiesett  |

## Úszás
Férfi
| Versenyző                                                            | Versenyszám      | Előfutam | Előfutam | Előfutam | Elődöntő | Elődöntő | Elődöntő | Döntő     | Döntő    |
| Versenyző                                                            | Versenyszám      | Idő      | Hely.    | Össz.    | Idő      | Hely.    | Össz.    | Idő       | Helyezés |
| -------------------------------------------------------------------- | ---------------- | -------- | -------- | -------- | -------- | -------- | -------- | --------- | -------- |
| Brent Hayden                                                         | 50 m gyors       | 21.85    | 4        | 8        | 21.82    | 4        | =9       | kiesett   | kiesett  |
| Joshua Liendo                                                        | 50 m gyors       | 22.03    | 7        | 18       | kiesett  | kiesett  | kiesett  | kiesett   | kiesett  |
| Joshua Liendo                                                        | 100 m pillangó   | 51.52    | 3        | 9        | 51.50    | 5        | 11       | kiesett   | kiesett  |
| Joshua Liendo                                                        | 100 m gyors      | 48.34    | 4        | 14       | 48.19    | 7        | 14       | kiesett   | kiesett  |
| Yuri Kisil                                                           | 100 m gyors      | 48.15    | 3        | 10       | 48.31    | 8        | 15       | kiesett   | kiesett  |
| Cole Pratt                                                           | 100 m hát        | 54.27    | 7        | 26       | kiesett  | kiesett  | kiesett  | kiesett   | kiesett  |
| Markus Thormeyer                                                     | 100 m hát        | 53.80    | 6        | 19       | kiesett  | kiesett  | kiesett  | kiesett   | kiesett  |
| Markus Thormeyer                                                     | 200 m hát        | 1:57.85  | 5        | 16       | 1:59.36  | 8        | 16       | kiesett   | kiesett  |
| Gabe Mastromatteo                                                    | 100 m mell       | 1:01.56  | 6        | 38       | kiesett  | kiesett  | kiesett  | kiesett   | kiesett  |
| Finlay Knox                                                          | 200 m vegyes     | 1:58.29  | 6        | 17       | kiesett  | kiesett  | kiesett  | kiesett   | kiesett  |
| Ruslan Gaziev Brent Hayden Yuri Kisil Joshua Liendo Markus Thormeyer | 4 × 100 m gyors  | 3:13.00  | 4        | 7        |          |          |          | 3:10.82   | 4        |
| Yuri Kisil Joshua Liendo Markus Thormeyer Gabe Mastromatteo          | 4 × 100 m vegyes | 3:32.37  | 5        | 8        | 3:32.42  | 7        |          |           |          |
| Hau-Li Fan                                                           | 10 km nyílt vízi |          |          |          |          |          |          | 1:51:37.0 | 9        |

Női
| Versenyző | Versenyszám      | Előfutam     | Előfutam     | Előfutam     | Elődöntő     | Elődöntő     | Elődöntő     | Döntő        | Döntő        |
| Versenyző | Versenyszám      | Idő          | Hely.        | Össz.        | Idő          | Hely.        | Össz.        | Idő          | Helyezés     |
| --- | ---------------- | ------------ | ------------ | ------------ | ------------ | ------------ | ------------ | ------------ | ------------ |
| Kayla Sanchez                                                                                                | 50 m gyors       | 24.93        | 8            | 22           | kiesett      | kiesett      | kiesett      | kiesett      | kiesett      |
| Kayla Sanchez                                                                                                | 100 m gyors      | 53.12        | 4            | 10           | visszalépett | visszalépett | visszalépett |              |              |
| Penny Oleksiak                                                                                               | 100 m gyors      | 52.95        | 2            | 6            | 52.86        | 3            | 5            | 52.59        | 4            |
| Penny Oleksiak                                                                                               | 200 m gyors      | 1:55.38      | 2            | 2            | 1:56.39      | 4            | 6            | 1:54.70      | Bronz        |
| Summer McIntosh                                                                                              | 200 m gyors      | 1:56.11      | 2            | 5            | 1:56.82      | 5            | 9            | kiesett      | kiesett      |
| Summer McIntosh                                                                                              | 400 m gyors      | 4:02.72      | 3            | 5            |              |              |              | 4:02.42      | 4            |
| Summer McIntosh                                                                                              | 800 m gyors      | 8:25.04      | 1            | 11           | kiesett      | kiesett      |              |              |              |
| Katrina Bellio                                                                                               | 1500 m gyors     | 16:24.37     | 1            | 21           | kiesett      | kiesett      |              |              |              |
| Kylie Masse                                                                                                  | 100 m hát        | 58.17        | 1            | 3            | 58.09        | 1            | 2            | 57.72        | Ezüst        |
| Kylie Masse                                                                                                  | 200 m hát        | 2:08.23      | 2            | =2           | 2:07.82      | 1            | 4            | 2:05.42      | Ezüst        |
| Taylor Ruck                                                                                                  | 200 m hát        | 2:08.87      | 3            | 6            | 2:08.73      | 4            | 7            | 2:08.24      | 6            |
| Taylor Ruck                                                                                                  | 100 m hát        | 59.89        | 3            | 11           | 59.45        | 5            | 9            | kiesett      | kiesett      |
| Kierra Smith                                                                                                 | 100 m mell       | 1:07.87      | 7            | 24           | kiesett      | kiesett      | kiesett      | kiesett      | kiesett      |
| Kelsey Wog                                                                                                   | 100 m mell       | 1:07.73      | 8            | 23           | kiesett      | kiesett      | kiesett      | kiesett      | kiesett      |
| Kelsey Wog                                                                                                   | 200 m mell       | 2:24.27      | 6            | 16           | kizárás      | kizárás      | kizárás      | kiesett      | kiesett      |
| Sydney Pickrem                                                                                               | 200 m mell       | visszalépett | visszalépett | visszalépett | visszalépett | visszalépett | visszalépett | visszalépett | visszalépett |
| Sydney Pickrem                                                                                               | 200 m vegyes     | 2:10.13      | 3            | 6            | 2:09.94      | 4            | 6            | 2:10.05      | 6            |
| Sydney Pickrem                                                                                               | 400 m vegyes     | visszalépett | visszalépett | visszalépett | visszalépett | visszalépett | visszalépett | visszalépett | visszalépett |
| Tessa Cieplucha                                                                                              | 400 m vegyes     | 4:44.54      | 5            | 14           | kiesett      | kiesett      | kiesett      | kiesett      | kiesett      |
| Bailey Andison                                                                                               | 200 m vegyes     | 2:12.52      | 6            | 18           | kiesett      | kiesett      | kiesett      | kiesett      | kiesett      |
| Maggie MacNeil                                                                                               | 100 m pillangó   | 56.55        | 1            | 5            | 56.56        | 3            | 6            | 55.59        | Arany        |
| Katerine Savard                                                                                              | 100 m pillangó   | 57.51        | 4            | 11           | 58.10        | 8            | 16           | kiesett      | kiesett      |
| Kayla Sanchez Maggie Mac Neil Taylor Ruck Rebecca Smith Penny Oleksiak                                       | 4 × 100 m gyors  | 3:33.72      | 3            | 3            |              |              |              | 3:32.78      | Ezüst        |
| Summer McIntosh Penny Oleksiak Kayla Sanchez Rebecca Smith Mary-Sophie Harvey Sydney Pickrem Katerine Savard | 4 × 200 m gyors  | 7:51.52      | 2            | 4            | 7:43.77      | 4            |              |              |              |
| Kayla Sanchez Maggie Mac Neil Kylie Masse Sydney Pickrem Taylor Ruck Penny Oleksiak                          | 4 × 100 m vegyes | 3:55.17      | 1            | 1            | 3:52.60      | Bronz        |              |              |              |
| Kate Sanderson                                                                                               | 10 km nyílt vízi |              |              |              |              |              |              | 2:04:59.1    | 18           |

Vegyes
| Versenyző                                                      | Versenyszám      | Előfutam | Előfutam | Előfutam | Döntő   | Döntő    |
| Versenyző                                                      | Versenyszám      | Idő      | Hely.    | Össz.    | Idő     | Helyezés |
| -------------------------------------------------------------- | ---------------- | -------- | -------- | -------- | ------- | -------- |
| Javier Acevedo Gabe Mastromatteo Katerine Savard Rebecca Smith | 4 × 100 m vegyes | 3:46.54  | 5        | 13       | kiesett | kiesett  |

## Vitorlázás
Férfi
| Versenyző                  | Versenyszám | Futam | Futam | Futam | Futam | Futam | Futam | Futam | Futam | Futam | Futam | Futam   | Futam | Futam   | Pontszám | Helyezés |
| Versenyző                  | Versenyszám | 1     | 2     | 3     | 4     | 5     | 6     | 7     | 8     | 9     | 10    | 11      | 12    | É       | Pontszám | Helyezés |
| -------------------------- | ----------- | ----- | ----- | ----- | ----- | ----- | ----- | ----- | ----- | ----- | ----- | ------- | ----- | ------- | -------- | -------- |
| Tom Ramshaw                | Finn dingi  | 13    | 7     | 11    | 14    | 10    | 13    | 2     | 9     | 13    | 2     |         |       | 7       | 94       | 10       |
| Oliver Bone Jacob Saunders | 470         | 12    | 17    | 16    | 16    | 7     | 15    | 16    | 12    | 17    | 14    | kiesett | 125   | 17      |          |          |
| Evan DePaul William Jones  | 49er        | 19    | 19    | 20    | 16    | 16    | 12    | 18    | 17    | 12    | 13    | 18      | 19    | kiesett | 179      | 19       |

Női
| Versenyző                        | Versenyszám  | Futam | Futam | Futam | Futam | Futam | Futam | Futam | Futam | Futam | Futam | Futam | Futam | Futam   | Pontszám | Helyezés |
| Versenyző                        | Versenyszám  | 1     | 2     | 3     | 4     | 5     | 6     | 7     | 8     | 9     | 10    | 11    | 12    | É       | Pontszám | Helyezés |
| -------------------------------- | ------------ | ----- | ----- | ----- | ----- | ----- | ----- | ----- | ----- | ----- | ----- | ----- | ----- | ------- | -------- | -------- |
| Nikola Girke                     | Szörf        | 25    | 23    | 22    | 24    | 21    | 20    | 23    | 23    | 22    | 25    | 21    | 20    | kiesett | 244      | 23       |
| Sarah Douglas                    | Laser radial | 18    | 4     | 4     | 26    | 8     | 24    | 13    | 5     | 4     | 2     |       |       | 9       | 100      | 6        |
| Mariah Millen Alexandra Ten Hove | 49erFX       | 18    | 7     | 15    | 16    | 15    | 15    | 10    | 12    | 4     | 13    | 16    | 17    | kiesett | 138      | 16       |

## Vívás
Férfi
| Versenyző                                                  | Versenyszám       | Selejtező             | 32-es főtábla         | Nyolcaddöntő              | Negyeddöntő | Elődöntő | Bronz- mérkőzés | Döntő   | Helyezés |
| ---------------------------------------------------------- | ----------------- | --------------------- | --------------------- | ------------------------- | ----------- | -------- | --------------- | ------- | -------- |
| Marc-Antoine Blais Bélanger                                | Párbajtőr, egyéni | Dong (CHN) · 7-15     | kiesett               | kiesett                   | kiesett     | kiesett  | kiesett         | kiesett | kiesett  |
| Alex Cai                                                   | Tőr, egyéni       | Joppich (GER) · 12-15 | kiesett               | kiesett                   | kiesett     | kiesett  | kiesett         | kiesett | kiesett  |
| Eli Schenkel                                               | Tőr, egyéni       |                       | Cassarà (ITA) · 11-15 | kiesett                   | kiesett     | kiesett  | kiesett         | kiesett | kiesett  |
| Maximilien Van Haaster                                     | Tőr, egyéni       | Choi (HKG) · 10-15    | kiesett               | kiesett                   | kiesett     | kiesett  | kiesett         | kiesett |          |
| Alex Cai Maximilien Van Haaster Eli Schenkel Blake Broszus | Tőr, csapat       |                       |                       | Németország (GER) · 31-45 | kiesett     | kiesett  | kiesett         | kiesett | kiesett  |
| Shaul Gordon                                               | Kard, egyéni      |                       | Abedini (IRI) · 10-15 | kiesett                   | kiesett     | kiesett  | kiesett         | kiesett | kiesett  |

Női
| Versenyző                                              | Versenyszám  | Selejtező            | 32-es főtábla           | Nyolcaddöntő                 | Negyeddöntő                 | Elődöntő                                  | Bronz- mérkőzés                  | Döntő   | Helyezés |
| ------------------------------------------------------ | ------------ | -------------------- | ----------------------- | ---------------------------- | --------------------------- | ----------------------------------------- | -------------------------------- | ------- | -------- |
| Jessica Guo                                            | Tőr, egyéni  |                      | Blaze (FRA) · 15-12     | Errigo (ITA) · 8-15          | kiesett                     | kiesett                                   | kiesett                          | kiesett | kiesett  |
| Eleanor Harvey                                         | Tőr, egyéni  | Ranvier (FRA) · 15-9 | Kiefer (USA) · 13-15    | kiesett                      | kiesett                     | kiesett                                   | kiesett                          | kiesett |          |
| Kelleigh Ryan                                          | Tőr, egyéni  | Azuma (JPN) · 12-11  | Zagidulina (ROC) · 15-9 | Korobejnyikova (ROC) · 11-15 | kiesett                     | kiesett                                   | kiesett                          | kiesett |          |
| Jessica Guo Eleanor Harvey Kelleigh Ryan Alanna Goldie | Tőr, csapat  |                      |                         |                              | Franciaország (FRA) · 29-45 | 5-8. helyért · Magyarország (HUN) · 45-33 | 5. helyért · Japán (JPN) · 45-31 | kiesett | kiesett  |
| Gabriella Page                                         | Kard, egyéni |                      | Zagunis (USA) · 3-15    | kiesett                      | kiesett                     | kiesett                                   | kiesett                          | kiesett | kiesett  |

## Vízilabda

### Női
| Kanadai női vízilabdacsapat-játékoskeret                                                                              | Kanadai női vízilabdacsapat-játékoskeret                                                       |
| --- | ---------------------------------------------------------------------------------------------- |
| - Joëlle Békhazi - Kyra Christmas - Axelle Crevier - Monika Eggens - Shae La Roche - Elyse Lemay-Lavoie - Kelly McKee | - Hayley McKelvey - Kindred Paul - Gurpreet Sohi - Clara Vulpisi - Claire Wright - Emma Wright |

#### Eredmények
Csoportkör
A csoport
| Hely. | Csapat                        | M | Gy | D | V | G+ | G– | Gk  | P | Továbbjutás |
| ----- | ----------------------------- | - | -- | - | - | -- | -- | --- | - | ----------- |
| 1.    | Spanyolország (ESP)           | 4 | 3  | 0 | 1 | 71 | 37 | +34 | 6 | Negyeddöntő |
| 2.    | Ausztrália (AUS)              | 4 | 3  | 0 | 1 | 46 | 33 | +13 | 6 | Negyeddöntő |
| 3.    | Hollandia (NED)               | 4 | 3  | 0 | 1 | 75 | 41 | +34 | 6 | Negyeddöntő |
| 4.    | Kanada (CAN)                  | 4 | 1  | 0 | 3 | 48 | 39 | +9  | 2 | Negyeddöntő |
| 5.    | Dél-afrikai Köztársaság (RSA) | 4 | 0  | 0 | 4 | 7  | 97 | −90 | 0 |             |

1. 1 2 3  Spanyolország 2 pont, +5 gk; Hollandia 2 pont, −2 gk; Ausztrália 2 pont, −3 gk

| 2021. július 24. 14:00 (7:00) | Kanada (CAN)         | 5–8         | Ausztrália (AUS) | Tokyo Tatsumi International Swimming Center Játékvezetők: Michael Goldenberg (USA), Kun György (HUN) |
| 2021. július 24. 14:00 (7:00) | (1–1, 2–4, 1–2, 1–1) |             |                  | Tokyo Tatsumi International Swimming Center Játékvezetők: Michael Goldenberg (USA), Kun György (HUN) |
| 2021. július 24. 14:00 (7:00) | Eggens 3             | Jegyzőkönyv | Halligan 3       | Tokyo Tatsumi International Swimming Center Játékvezetők: Michael Goldenberg (USA), Kun György (HUN) |

| 2021. július 26. 19:50 (12:50) | Spanyolország (ESP)  | 14–10       | Kanada (CAN)   | Tokyo Tatsumi International Swimming Center Játékvezetők: Georgios Stavridis (GRE), Nenad Periš (CRO) |
| 2021. július 26. 19:50 (12:50) | (4–2, 2–2, 3–2, 5–3) |             |                | Tokyo Tatsumi International Swimming Center Játékvezetők: Georgios Stavridis (GRE), Nenad Periš (CRO) |
| 2021. július 26. 19:50 (12:50) | Ortiz 4              | Jegyzőkönyv | Lemay-Lavoie 3 | Tokyo Tatsumi International Swimming Center Játékvezetők: Georgios Stavridis (GRE), Nenad Periš (CRO) |

| 2021. július 28. 15:30 (8:30) | Kanada (CAN)         | 21–1        | Dél-afrikai Köztársaság (RSA) | Tokyo Tatsumi International Swimming Center Játékvezetők: Cuzaki Aszumi (JPN), John Waldow (NZL) |
| 2021. július 28. 15:30 (8:30) | (5–1, 4–0, 4–0, 8–0) |             |                               | Tokyo Tatsumi International Swimming Center Játékvezetők: Cuzaki Aszumi (JPN), John Waldow (NZL) |
| 2021. július 28. 15:30 (8:30) | Sohi 4               | Jegyzőkönyv | Moir 1                        | Tokyo Tatsumi International Swimming Center Játékvezetők: Cuzaki Aszumi (JPN), John Waldow (NZL) |

| 2021. augusztus 1. 15:30 (8:30) | Hollandia (NED)      | 16–12       | Kanada (CAN) | Tokyo Tatsumi International Swimming Center Játékvezetők: Alessandro Severo (ITA), Nenad Periš (CRO) |
| 2021. augusztus 1. 15:30 (8:30) | (4–4, 4–3, 3–2, 5–3) |             |              | Tokyo Tatsumi International Swimming Center Játékvezetők: Alessandro Severo (ITA), Nenad Periš (CRO) |
| 2021. augusztus 1. 15:30 (8:30) | Van de Kraats 6      | Jegyzőkönyv | Christmas 4  | Tokyo Tatsumi International Swimming Center Játékvezetők: Alessandro Severo (ITA), Nenad Periš (CRO) |

Negyeddöntő
| 2021. augusztus 3. 14:00 (7:00) | Kanada (CAN)         | 5–16        | Egyesült Államok (USA) | Tokyo Tatsumi International Swimming Center Játékvezetők: Cuzaki Aszumi (JPN), Georgios Stavridis (GRE) |
| 2021. augusztus 3. 14:00 (7:00) | (1–7, 2–4, 0–0, 2–5) |             |                        | Tokyo Tatsumi International Swimming Center Játékvezetők: Cuzaki Aszumi (JPN), Georgios Stavridis (GRE) |
| 2021. augusztus 3. 14:00 (7:00) | La Roche 2           | Jegyzőkönyv | három játékos 3        | Tokyo Tatsumi International Swimming Center Játékvezetők: Cuzaki Aszumi (JPN), Georgios Stavridis (GRE) |

Az 5–8. helyért
| 2021. augusztus 5. 15:30 (8:30) | Ausztrália (AUS)     | 14–12       | Kanada (CAN)   | Tokyo Tatsumi International Swimming Center Játékvezetők: Ursula Wengenroth (SUI), Alessandro Severo (ITA) |
| 2021. augusztus 5. 15:30 (8:30) | (2–3, 3–2, 3–3, 2–2) |             |                | Tokyo Tatsumi International Swimming Center Játékvezetők: Ursula Wengenroth (SUI), Alessandro Severo (ITA) |
| 2021. augusztus 5. 15:30 (8:30) | Arancini 5           | Jegyzőkönyv | négy játékos 2 | Tokyo Tatsumi International Swimming Center Játékvezetők: Ursula Wengenroth (SUI), Alessandro Severo (ITA) |
| 2021. augusztus 5. 15:30 (8:30) | Büntetőpárbaj:       |             |                | Tokyo Tatsumi International Swimming Center Játékvezetők: Ursula Wengenroth (SUI), Alessandro Severo (ITA) |
| 2021. augusztus 5. 15:30 (8:30) | 4–2                  |             |                | Tokyo Tatsumi International Swimming Center Játékvezetők: Ursula Wengenroth (SUI), Alessandro Severo (ITA) |

A 7. helyért
| 2021. augusztus 7. 9:30 (2:30) | Kína (CHN)                 | 7–16        | Kanada (CAN) | Tokyo Tatsumi International Swimming Center Játékvezetők: Nicola Johnson (AUS), Cuzaki Aszumi (JPN) |
| 2021. augusztus 7. 9:30 (2:30) | (3–4, 2–5, 1–4, 1–3)       |             |              | Tokyo Tatsumi International Swimming Center Játékvezetők: Nicola Johnson (AUS), Cuzaki Aszumi (JPN) |
| 2021. augusztus 7. 9:30 (2:30) | Csang Csing (Zhang Jing) 4 | Jegyzőkönyv | Christmas 4  | Tokyo Tatsumi International Swimming Center Játékvezetők: Nicola Johnson (AUS), Cuzaki Aszumi (JPN) |

| Csapat       | Helyezés |
| ------------ | -------- |
| Kanada (CAN) | 7.       |